# Liste der Biografien/Ple
Liste der Biografien |
Portal Biografien |
Personensuche
# |
A |
B |
C |
D |
E |
F |
G |
H |
I |
J |
K |
L |
M |
N |
O |
P |
Q |
R |
S |
T |
U |
V |
W |
X |
Y |
Z |
?
 
Pa |
Pc |
Pe |
Pf |
Ph |
Pi |
Pj |
Pk |
Pl |
Pm |
Pn |
Po |
Pr |
Ps |
Pt |
Pu |
Pv |
Pw |
Py
 
Pla |
Ple |
Plh |
Pli |
Plj |
Pll |
Pln |
Plo |
Pls |
Plu |
Ply
Die Liste der Biografien führt alle Personen auf, die in der deutschsprachigen Wikipedia einen Artikel haben. Dieses ist eine Teilliste mit 490 Einträgen von Personen, deren Namen mit den Buchstaben „Ple“ beginnt.

## Ple
- Plé, Alfred (1888–1980), französischer Ruderer
- Plé, Christophe (* 1966), französischer Skirennläufer
- Plé-Caussade, Simone (1897–1986), französische Komponistin, Pianistin und Musikpädagogin

### Plea
- Pléa, Alassane (* 1993), französischer Fußballspieler
- Pleasant, Mary Ellen (1814–1904), US-amerikanische Bürgerrechtlerin und Unternehmerin
- Pleasant, Ruffin (1871–1937), US-amerikanischer Politiker
- Pleasants, Dean (* 1965), US-amerikanischer Gitarrist
- Pleasants, James (1769–1836), US-amerikanischer Politiker
- Pleașcă, Marian (* 1990), rumänischer Fußballspieler
- Please, Michael (* 1984), britischer Animator
- Pleasence, Donald (1919–1995), englischer SchauspielerDonald Pleasence (1919–1995)

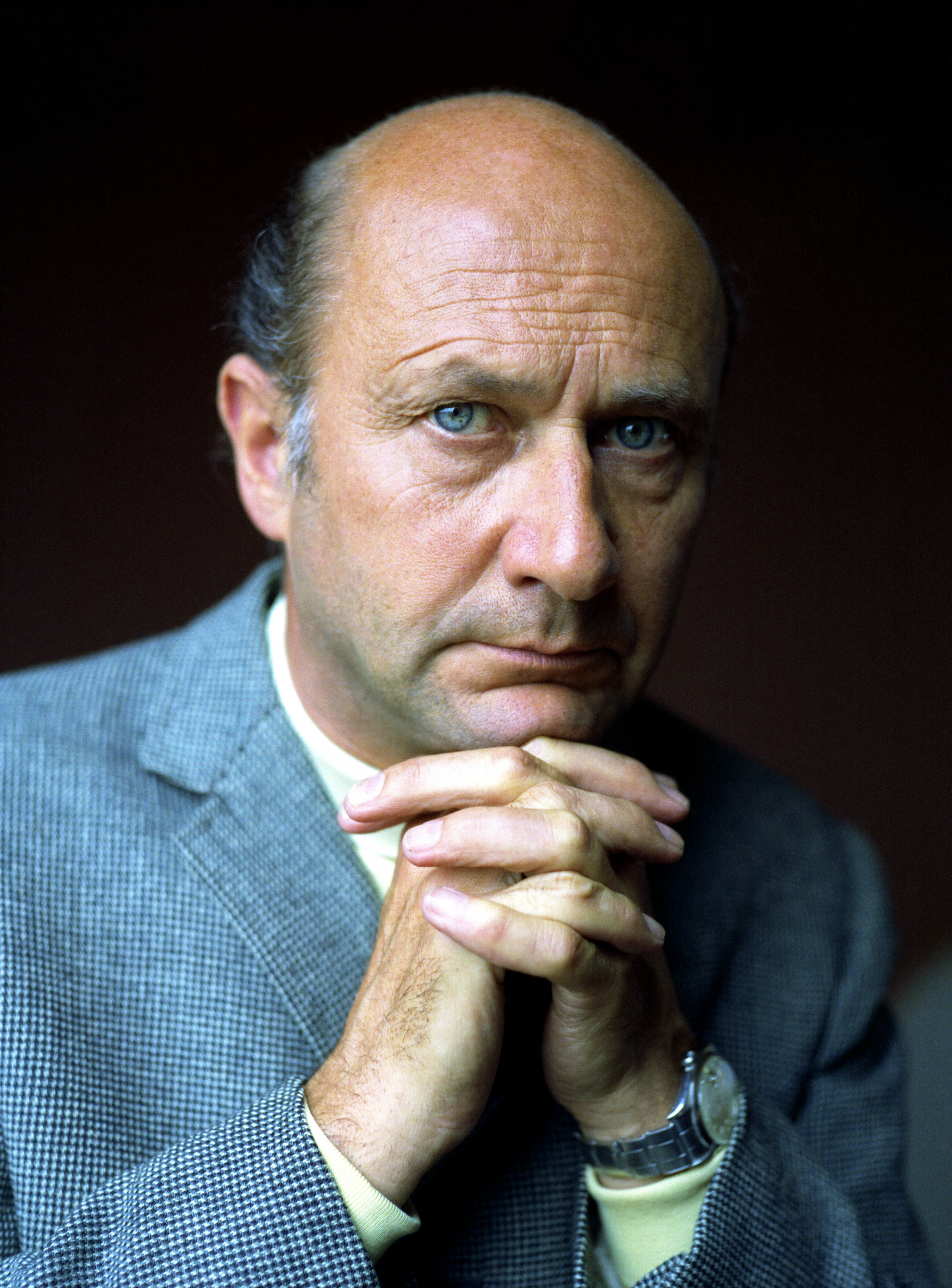
Donald Pleasence (1919–1995)

- Pleasonton, Alfred (1824–1897), US-amerikanischer Generalmajor und Regierungsbeamter
- Pleasure P (* 1984), US-amerikanischer R&B-Sänger
- Pleasure, King (1922–1981), US-amerikanischer Jazzsänger
- Pleat, David (* 1945), englischer Fußballspieler und -trainer, Sportkommentator
- Pleau, Larry (* 1947), US-amerikanischer Eishockeyspieler, -trainer und -funktionär
- Pleavin, Andrew (* 1968), britischer Schauspieler

### Pleb
- Pleban, Rudolf (1913–1965), österreichischer Maler, Grafiker und Bildhauer
- Plebani, Davide (* 1996), italienischer Radsportler
- Plebanus von Pisa († 1206), Herr von Batrun

### Plec
- Plec, Julie (* 1972), US-amerikanische Autorin und ProduzentinJulie Plec (* 1972)

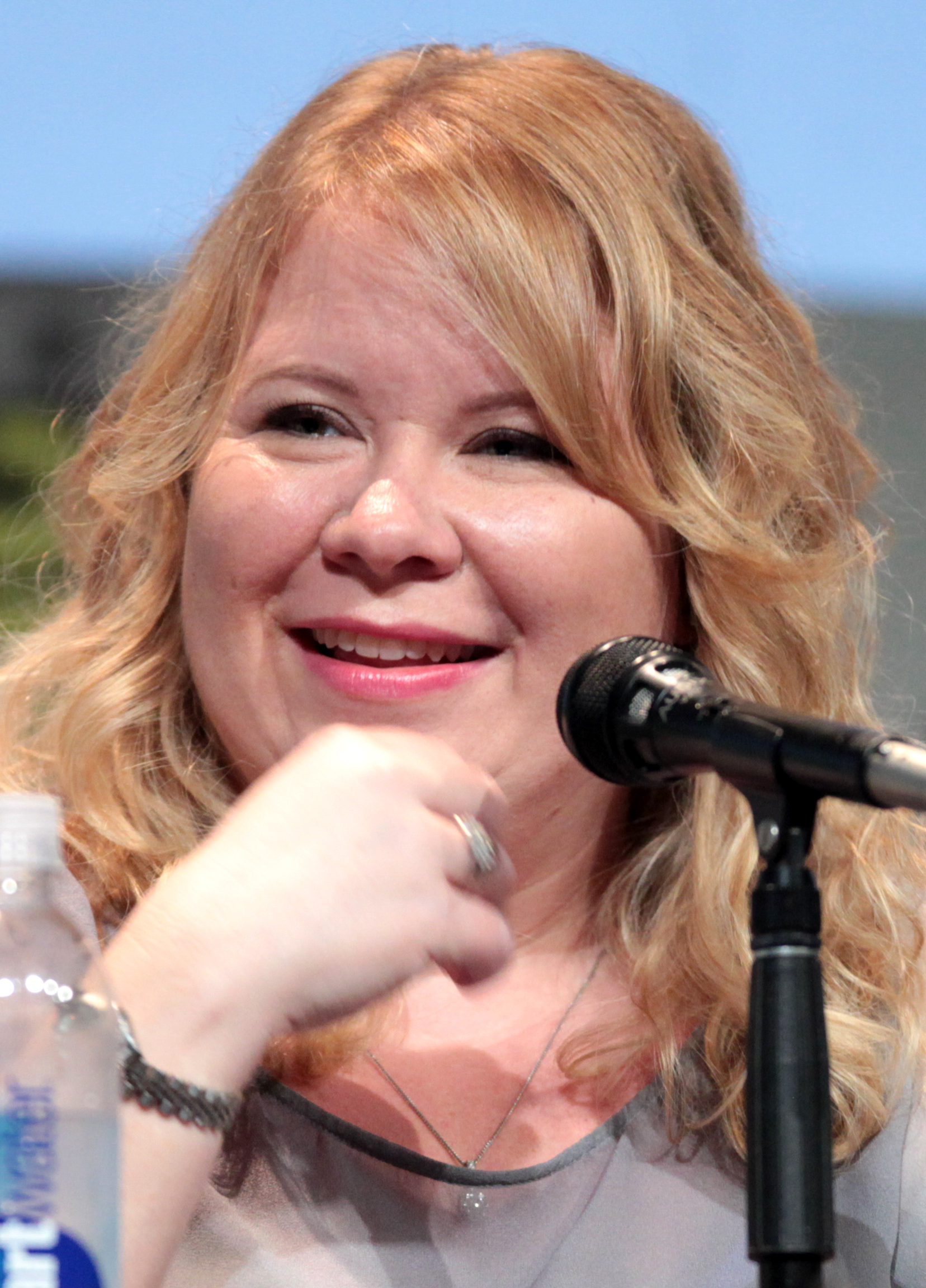
Julie Plec (* 1972)

- Plech, Ernst Karl (* 1944), österreichischer Immobilienmakler
- Plech, Linda, österreichische Opern-, Operetten-, Lied- und Konzertsängerin (Sopran)
- Plech, Zdeněk (* 1977), tschechischer Opern-, Konzert- und Musicalsänger in der Stimmlage Bass
- Plechanow, Andrei Wiktorowitsch (* 1986), russischer Eishockeyspieler
- Plechanow, Georgi Walentinowitsch (1856–1918), russischer Journalist und Philosoph
- Plechanow, Juri Sergejewitsch (1930–2002), sowjetischer Geheimdienstmitarbeiter des KGB
- Plechanow, Wladimir (* 1958), russischer Dreispringer
- Plechaty, Mario (* 1972), deutscher Fußballspieler
- Plechaty, Sandro (* 1997), deutscher Fußballspieler
- Plechavičius, Povilas (1890–1973), litauischer General
- Plechelmus († 732), angelsächsischer Missionar
- Plecher, Stephan (* 1990), deutscher Jazzmusiker (Piano)
- Plechl, Helmut (* 1920), deutscher Historiker und Archivar
- Plechl, Pia Maria (1933–1995), österreichische Journalistin und Publizistin
- Plechow, Jewgeni Jurjewitsch (* 1982), russischer Skispringer
- Plecity, Leon Maria (* 1995), deutscher Jazzmusiker (Gitarre, Komposition)
- Plečkaitis, Vidmantas (* 1957), litauischer Maler und Politiker
- Plečkaitis, Vytautas Petras (* 1950), litauischer Diplomat und Politiker, Mitglied des Seimas
- Plečnik, Jože (1872–1957), jugoslawischer ArchitektJože Plečnik (1872–1957)

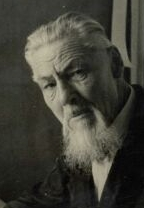
Jože Plečnik (1872–1957)

### Pled
- Pledath, Werner (1898–1965), deutscher Schauspieler und Synchronsprecher
- Pledge, Neville S. (* 1939), australischer Wirbeltier-Paläontologe
- Pledl, Alois (1903–1975), deutscher Fußballspieler
- Pledl, Georg (1919–1994), deutscher Fußballspieler

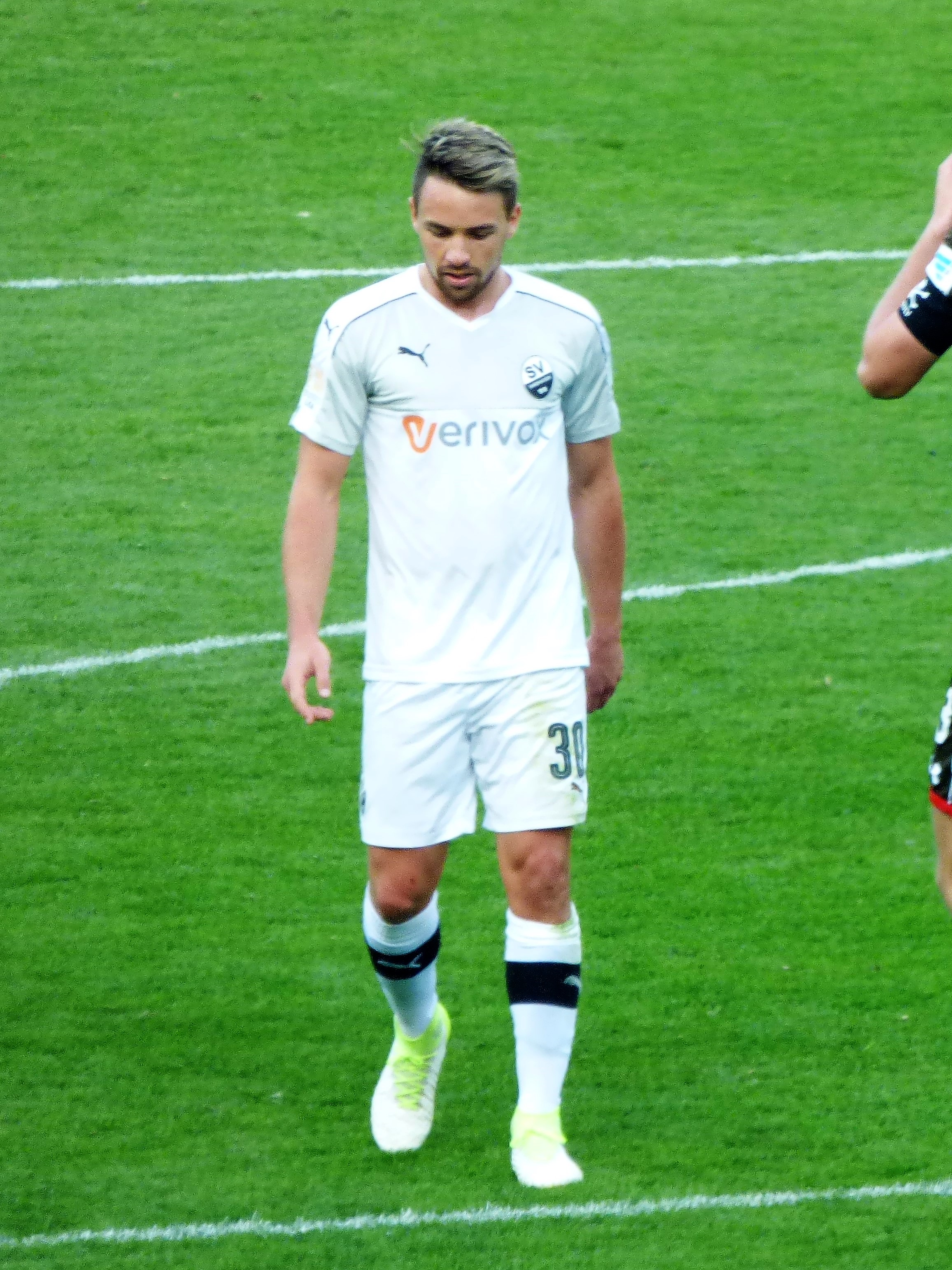
Thomas Pledl (* 1994)

- Pledl, Marco (* 2000), deutscher Fußballspieler
- Pledl, Thomas (* 1994), deutscher FußballspielerThomas Pledl (* 1994)

### Plee
- Plée, Henry (1923–2014), französischer Karatepionier
- Pleenaram, Jirayu (* 1996), thailändischer Leichtathlet
- Pleesz, Michael (* 1964), österreichischer Graphik-Designer
- Pleeth, William (1916–1999), britischer Cellist

### Plef
- Plefka, Jan Christoph (* 1968), deutscher theoretischer Physiker

### Pleg
- Pleger, Henri (1898–1982), luxemburgischer Hoch- und Weitspringer
- Pleger, Ralf (* 1967), deutscher Filmemacher und Regisseur
- Pleger, Wolfgang H. (* 1944), deutscher Philosoph und Hochschullehrer

### Pleh
- Plehn, Albert (1861–1935), deutscher Tropenmediziner
- Plehn, Elsbeth (1922–2001), deutsche Sängerin (Alt) und Gesangspädagogin
- Plehn, Friedrich (1862–1904), deutscher Tropenmediziner
- Plehn, Georg (1822–1891), deutscher Rittergutsbesitzer und Parlamentarier
- Plehn, Georg Alfred (1868–1941), deutscher Diplomat
- Plehn, Ilse (* 1891), deutsche Bildhauerin
- Plehn, Marianne (1863–1946), deutsche Naturwissenschaftlerin, auf Fische spezialisierte Biologin; erste deutsche Professorin in Bayern
- Plehn, Richard (1823–1882), deutscher Rittergutsbesitzer und Parlamentarier
- Plehn, Robert (1812–1884), deutscher Beamter und Politiker
- Plehn, Rudolf (1868–1899), deutscher Forstwissenschaftler und Regierungsbeamter in Deutsch-Kamerun
- Plehn, Tilman (* 1969), deutscher theoretischer Teilchenphysiker und Hochschullehrer
- Plehwe, Albrecht Achilles von (1805–1883), preußischer Generalmajor und Kommandeur der 29. Infanterie-Brigade
- Plehwe, Bernhard von (1792–1858), preußischer Generalleutnant, Kommandeur der 1. Division
- Plehwe, Dieter (* 1963), deutscher Politikwissenschaftler
- Plehwe, Friedrich-Karl von (1912–1998), deutscher Offizier und Diplomat, Generalsekretär der Westeuropäischen Union (1974–1977)
- Plehwe, Karl Ludwig von (1834–1920), Richter am Oberlandesgericht Königsberg
- Plehwe, Karl von (1825–1886), preußischer Generalmajor und Kommandeur der 8. Infanterie-Brigade
- Plehwe, Karl von (1877–1958), deutscher Offizier, Gutsbesitzer und Politiker (DNVP)
- Plehwe, Kerstin (* 1967), deutsche Unternehmerin, Beraterin, Publizistin und Rednerin
- Plehwe, Paul von (1850–1916), russischer Offizier, zuletzt General der Kavallerie
- Plehwe, Wjatscheslaw Konstantinowitsch von (1846–1904), russischer PolitikerWjatscheslaw Konstantinowitsch von Plehwe (1846–1904)

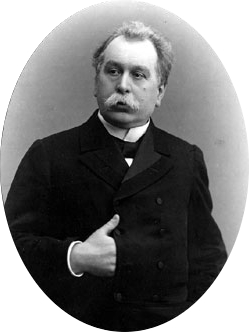
Wjatscheslaw Konstantinowitsch von Plehwe (1846–1904)

### Plei
- Pleier, Cornelius (* 1595), deutscher Mediziner, Hexentheoretiker und Konvertit
- Pleiger, Paul (1899–1985), deutscher Unternehmer und Wehrwirtschaftsführer
- Pleijel, Agneta (* 1940), schwedische Schriftstellerin, Dramatikerin und Journalistin
- Pleijel, Åke (1913–1989), schwedischer Mathematiker
- Pleijel, Henning (1873–1962), schwedischer Physiker und Elektrotechniker
- Pleikies, Max (* 1945), deutscher Fußballspieler
- Pleikšnis, Jānis (* 1982), lettischer Biathlet
- Pleikys, Rimantas (1957–2021), litauischer Journalist und Politiker
- Pleil, Rudolf (1924–1958), deutscher Serienmörder
- Pleimelding, Pierre (1952–2013), französischer Fußballspieler
- Pleimling, Nico (1938–2023), luxemburgischer Radrennfahrer
- Plein, Alexander (* 1995), deutscher Schauspieler, Musicaldarsteller, Synchronschauspieler und Sprecher
- Plein, Eberhard (1924–2014), deutscher Geologe
- Plein, Frank (* 1968), deutscher Comiczeichner, Verleger, Redakteur und Übersetzer
- Plein, Jacques (* 1987), luxemburgischer Fußballspieler
- Plein, Jakob (1876–1962), deutscher Mönch
- Plein, Otto (1873–1960), deutscher Ministerialbeamter
- Plein, Peter (1896–1970), deutscher Richter, erster Vorsitzende des Bundes der Kriegsblinden Deutschlands
- Plein, Philipp (* 1978), deutscher Designer und ModemacherPhilipp Plein (* 1978)

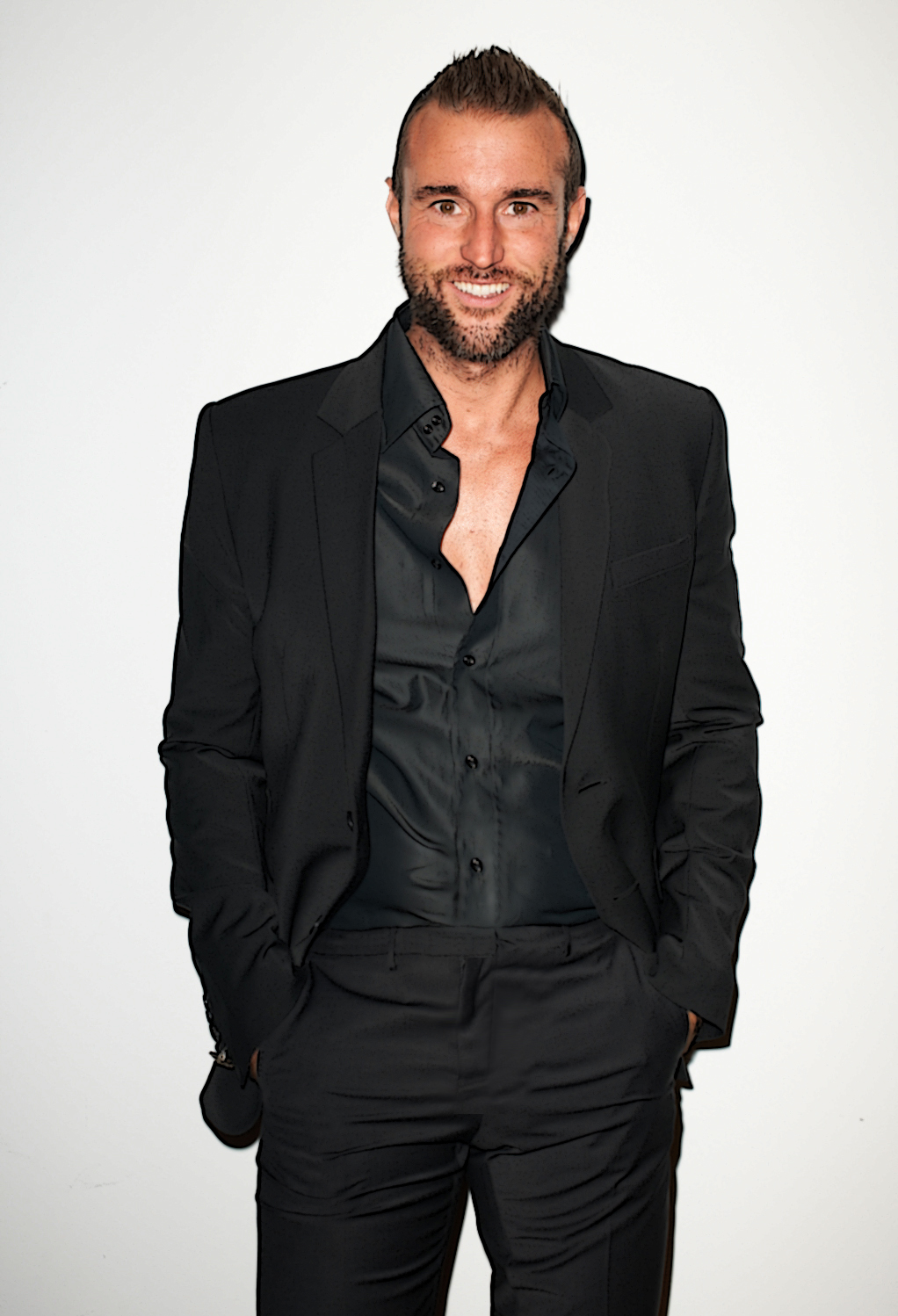
Philipp Plein (* 1978)

- Plein-Wagner, Jakob (1836–1903), deutscher Töpfermeister
- Pleiner, Horst (* 1941), österreichischer Militär, General und Generaltruppeninspektor des Österreichischen Bundesheeres
- Pleines, Fritz (1906–1934), deutscher SS-Mann und KZ-Kommandant
- Pleines, Thomas (* 1955), deutscher Jurist und Manager
- Pleisch, Manuel (* 1990), Schweizer Skirennfahrer
- Pleisch, Thomas (1913–1936), Schweizer Eishockeyspieler
- Pleischl, Adolf Martin (1787–1867), Chemiker und Mediziner
- Pleiß, Hermann (* 1921), deutscher Meteorologe und Hochschullehrer
- Pleiß, Tibor (* 1989), deutscher Basketballspieler
- Pleißner, Artur (1872–1952), sächsischer Zeitungschefredakteur und Autor
- Pleissner, Emil (1913–1948), deutscher Kommandoführer im Krematorium des KZ Buchenwald
- Pleißner, Marie (1891–1983), deutsche Politikerin und Lehrerin
- Pleissner, Ogden (1905–1983), US-amerikanischer Landschaftsmaler
- Pleissner, Rudolf (1889–1977), deutscher Maler
- Pleistarchos († 458 v. Chr.), spartanischer König
- Pleistarchos, makedonischer Feldherr, Herrscher von Kilikien und Karien
- Pleister, Christopher (* 1948), deutscher Ökonom, Präsident des Bundesverbandes der Deutschen Volksbanken und Raiffeisenbanken (BVR) (seit 2000)
- Pleister, Michael (* 1953), deutscher Lehrer
- Pleister, Wilhelm (1902–1977), deutscher Jurist und Bankier
- Pleistoanax († 408 v. Chr.), spartanischer König
- Pleistonikos, antiker griechischer Mediziner
- Pleitgen, Ann-Monika (1941–2024), deutsche Schauspielerin
- Pleitgen, Frederik (* 1976), deutscher Journalist und Reporter bei CNN
- Pleitgen, Fritz (1938–2022), deutscher Journalist
- Pleitgen, Ulrich (1942–2018), deutscher Schauspieler und SprecherUlrich Pleitgen (1942–2018)

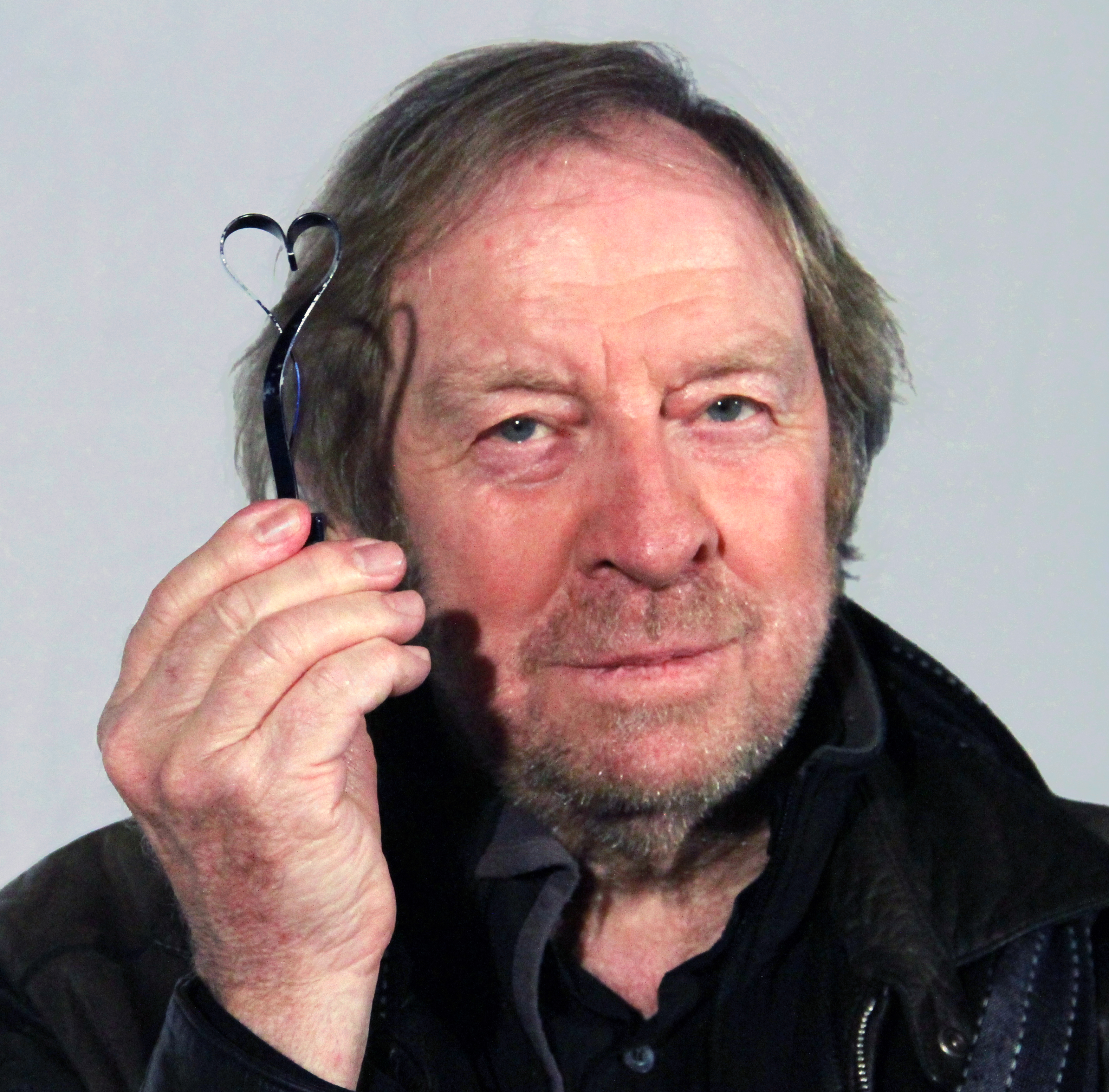
Ulrich Pleitgen (1942–2018)

- Pleitner, Emil (1863–1925), oldenburgischer Seminaroberlehrer, Journalist, Historiker, Schriftsteller, Dichter und Übersetzer
- Pleitner, Hans Jobst (1935–2024), Schweizer Wirtschaftswissenschaftler und Hochschullehrer
- Pleitner, Jan (* 1984), deutscher Künstler und Maler
- Pleitz, Olaf (* 1964), deutscher Handballspieler
- Pleitz, Otfried, deutscher Basketballspieler

### Plek
- Plekanec, Tomáš (* 1982), tschechischer Eishockeyspieler
- Pleket, Henri Willy (1930–2025), niederländischer Althistoriker und Epigraphiker
- Plekhanova, Dasha (* 2004), kanadische Tennisspielerin
- Plektrudis († 725), austrasische Adlige, Heilige

### Plem
- Plemelj, Josip (1873–1967), slowenischer Mathematiker und Hochschullehrer
- Plemiannikov, Hélène (1929–2022), französische Filmeditorin
- Pleminius, Quintus († 194 v. Chr.), Legatus des Scipio in Lokroi
- Plemo (* 1973), deutscher Musiker und Produzent
- Plemons, Jesse (* 1988), US-amerikanischer SchauspielerJesse Plemons (* 1988)

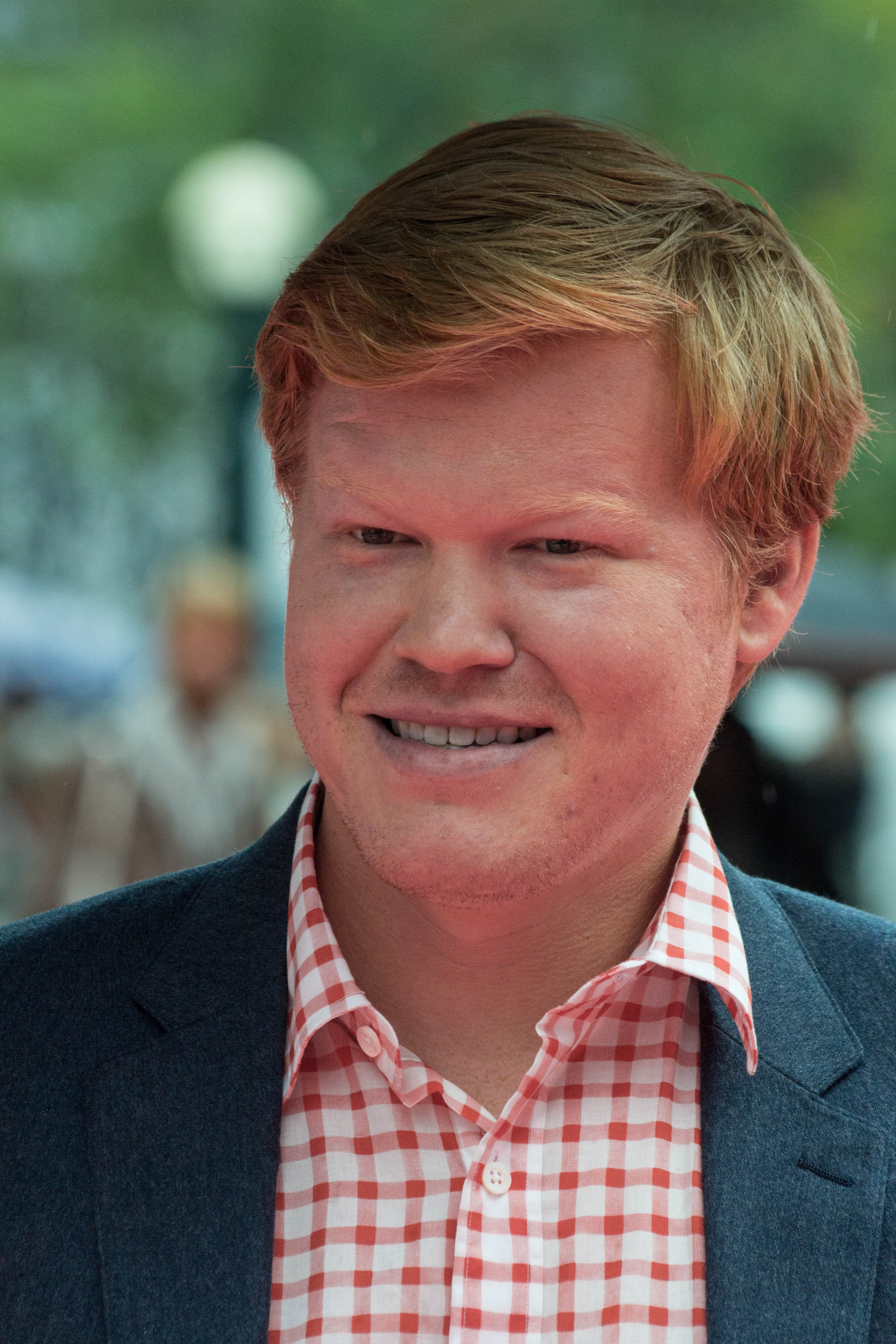
Jesse Plemons (* 1988)

### Plen
- Plenar, Elvira (* 1955), deutsch-jugoslawische Jazz-Musikerin und Komponistin
- Plenciz, Joseph von (1752–1785), österreichischer Mediziner und Hochschullehrer
- Plenciz, Marcus Anton von (1705–1786), österreichischer Arzt und Hochschullehrer
- Plenck, Joseph Jakob (1735–1807), österreichischer Mediziner und Begründer der modernen Dermatologie
- Plencken, Johannes Adrian von (1635–1719), deutscher Jurist und hoher Beamter
- Plendišķis, Krists (* 1989), lettischer Basketballtrainer
- Plendl, Johannes (1900–1991), deutscher Physiker und Erfinder
- Plener, Ernst (1919–2007), deutscher Fußballspieler
- Plener, Ernst von (1841–1923), böhmischer Politiker, Minister der Donaumonarchie und Präsident des Rechnungshofes
- Plener, Friedrich (1798–1864), deutscher Wasserbau- und Eisenbahningenieur sowie Redakteur
- Plener, Ignaz von (1810–1908), österreichischer Politiker, Minister und Ministerpräsident
- Plener, Kurt (1905–1988), deutscher kommunistischer Sportaktivist
- Plener, Marie-Luise (1909–1996), deutsche Résistancekämpferin und Journalistin
- Plener, Philipp, deutscher Täufer
- Plener, Ulla (* 1933), deutsche Historikerin
- Plenert, Doris (* 1953), deutsche Schauspielerin, Theaterregisseurin, Journalistin und Autorin
- Plenert, Thomas (1951–2023), deutscher Kameramann
- Plenert, Wolfgang (1921–2000), deutscher Pädiater und Hochschullehrer
- Pléneuf, Jeanne-Agnès Berthelot de (1698–1727), Mätresse von Louis IV. Henri de BourbonJeanne-Agnès Berthelot de Pléneuf (1698–1727)

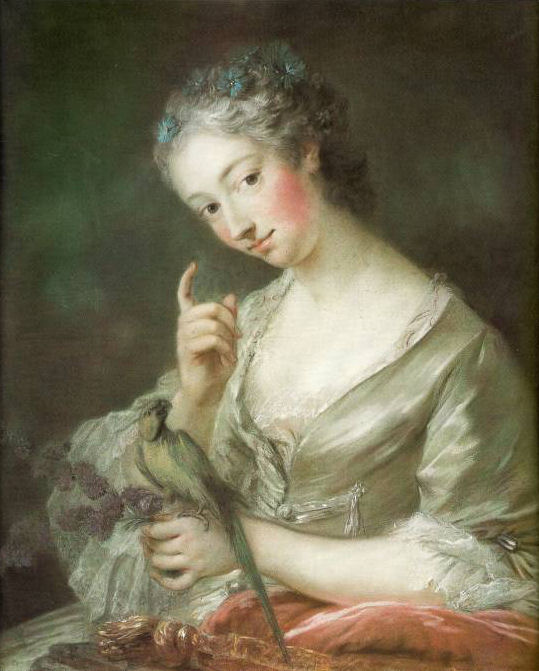
Jeanne-Agnès Berthelot de Pléneuf (1698–1727)

- Plenge, Erich (1910–1999), deutscher Autor und Zeitungsverleger
- Plenge, Johann (* 1985), deutscher Jurist und Geschäftsführer des Bundesligisten RB Leipzig
- Plenge, Johann Max Emanuel (1874–1963), deutscher Soziologe und Volkswirt
- Plenikowski, Anton (1899–1971), deutscher Politiker (KPD/SED), MdV
- Pleninger, Andreas (1555–1607), deutscher Steinätzer
- Plenio, Ernst (1860–1919), deutscher Verwaltungsjurist; Landrat im Kreis Steinfurt
- Plenio, Martin (* 1968), deutscher Theoretischer Physiker und Hochschullehrer
- Plenisner, Friedrich (1711–1778), tschuktschisch-russischer Entdeckungsreisender und Dolmetscher
- Plenk, Astrid (* 1976), deutsche Medienpädagogin und -managerin
- Plenk, Hans (1938–2023), deutscher Rennrodler
- Plenk, Josef (1886–1967), deutscher Künstler und Hochschullehrer
- Plenk, Markus (* 1969), deutscher Politiker (parteilos, Bündnis Deutschland, AfD, Bayernpartei), MdL
- Plenkers, Stefan (1945–2024), deutscher Maler und Grafiker
- Plenković, Andrej (* 1970), kroatischer Politiker (Hrvatska demokratska zajednica), MdEP
- Plensa, Jaume (* 1955), spanischer Bildhauer und KünstlerJaume Plensa (* 1955)

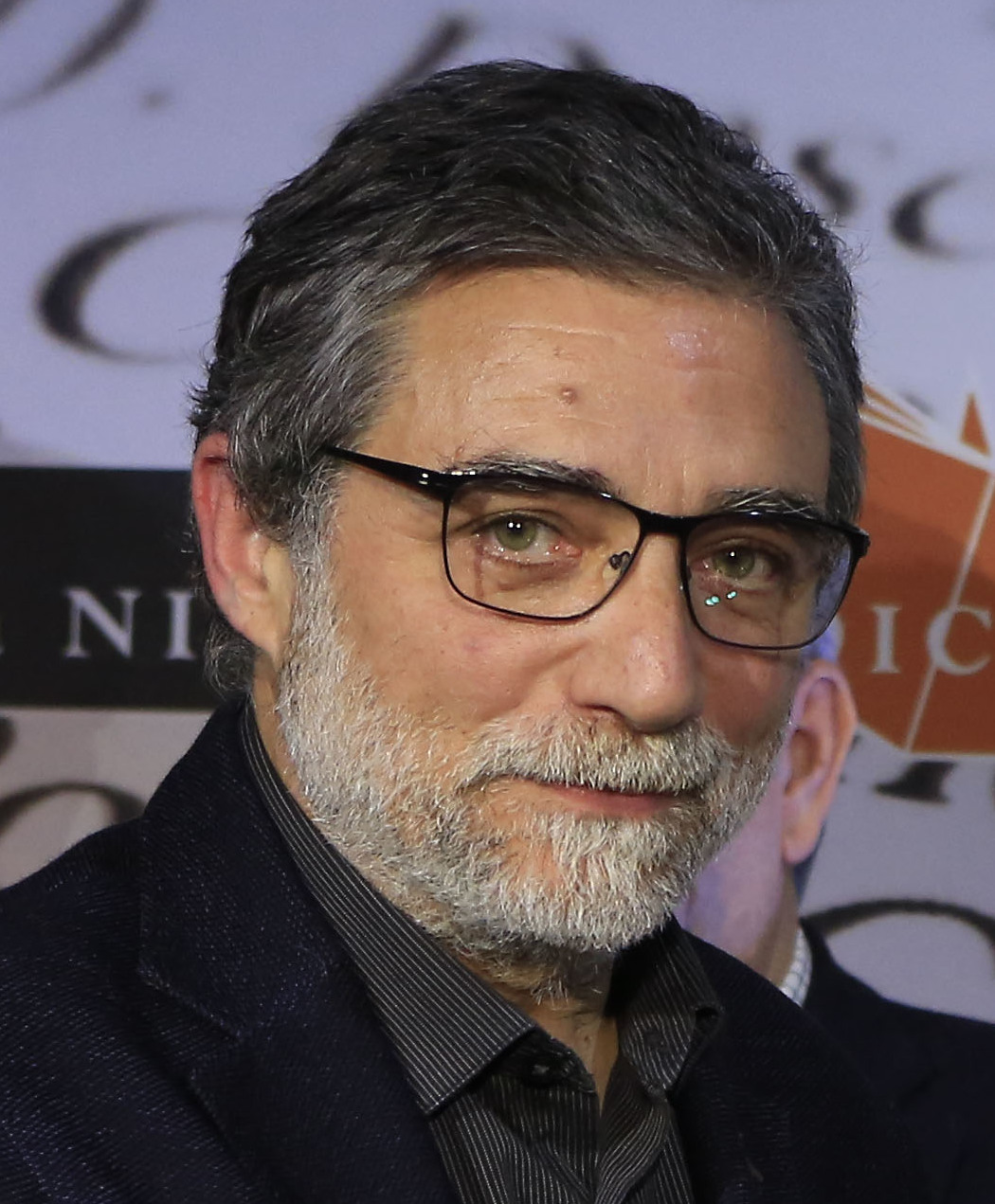
Jaume Plensa (* 1955)

- Plensat, Barbara (* 1939), deutsche Hörspielregisseurin
- Plenter, Henk (1913–1997), niederländischer Fußballspieler
- Plenzat, Karl (1882–1945), deutscher Pädagoge und Volkskundler
- Plenzat, Kurt (1914–1998), deutscher Luftwaffenoffizier
- Plenzdorf, Ulrich (1934–2007), deutscher Schriftsteller, Drehbuchautor und DramaturgUlrich Plenzdorf (1934–2007)

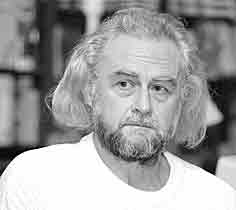
Ulrich Plenzdorf (1934–2007)

### Plep
- Plepelić, Zvonko (1945–2018), kroatischer Dichter und Schriftsteller
- Plepelits, Karl (* 1940), österreichischer Schriftsteller und literarischer Übersetzer
- Plepp, Joseph (1595–1642), Schweizer Maler, Architekt und Kartograph
- Plepp, Stefan (* 1968), deutscher Schauspieler
- Plepytė, Audra (* 1971), litauische Diplomatin

### Pler
- Plersch, Johann Georg († 1774), Warschauer Bildhauer deutscher Abstammung
- Plersch, Johann Gottlieb (1732–1817), deutsch-schweizerisch-polnischer Maler des Klassizismus
- Plersch, Johann Peter (1729–1791), deutscher Orgelbauer

### Ples
- Pleșan, Mihăiță (* 1982), rumänischer Fußballspieler
- Pleșca, Aurora (* 1963), rumänische Ruderin
- Pleșca, Petru (1905–1977), rumänischer Geistlicher, römisch-katholischer Bischof in Iași
- Pleșca, Răzvan (* 1982), rumänischer Fußballtorhüter
- Plesch, Hans (1905–1985), deutscher Polizist, Jurist und SS-Führer
- Plesch, János (1878–1957), ungarischer Pathologe und Physiologe
- Plesch, Tine (1959–2004), deutsche Musikjournalistin und feministische Autorin
- Pleschakow, Sergei Michailowitsch (1957–2018), sowjetischer Hockeyspieler
- Pleschakow, Wladimir Michailowitsch (* 1957), sowjetischer Hockeyspieler
- Plesche, Sessil (* 1979), russische Schauspielerin
- Plescher, Birgit (* 1966), deutsche Basketballspielerin
- Plescher, Moritz (* 2000), deutscher Basketballspieler
- Pleschinski, Hans (* 1956), deutscher Schriftsteller und ÜbersetzerHans Pleschinski (* 1956)

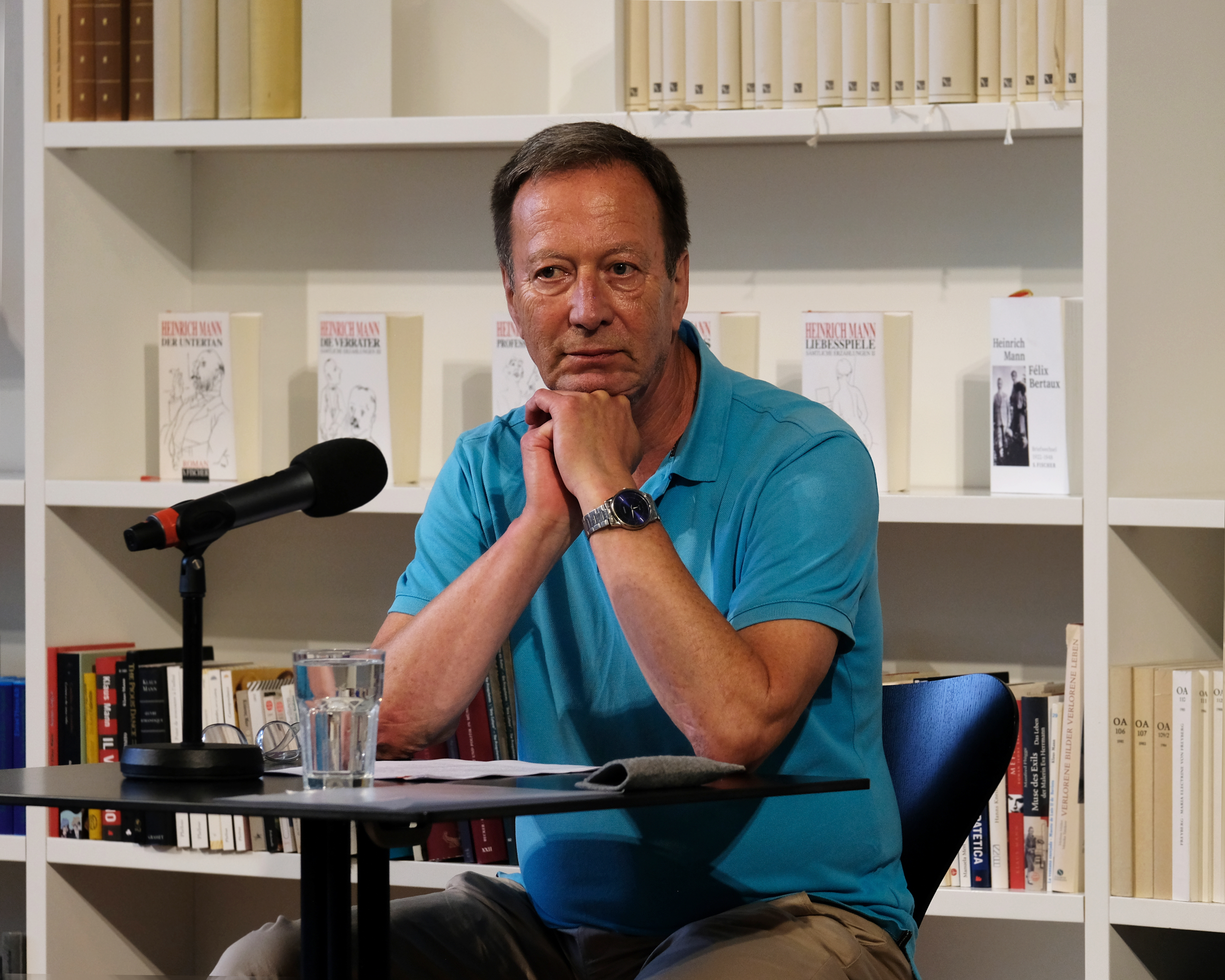
Hans Pleschinski (* 1956)

- Pleschiutschnig, Valentin (1852–1940), österreichischer Realitätenbesitzer und Politiker
- Pleschkan, Olha (1898–1985), sowjetisch-ukrainische Malerin und Grafikerin
- Pleschko, Romina (* 1983), österreichische Schriftstellerin
- Pleschkow, Michail Michailowitsch (1856–1927), kaiserlich russischer Offizier, zuletzt General der Kavallerie
- Pleschkowa, Julija Michailowna (* 1997), russische Skirennläuferin
- Pleschkowa, Olga Pawlowna (* 1956), sowjetische Eisschnellläuferin
- Pleschner von Eichstett, August (1843–1908), österreichischer Rechtsanwalt und Schriftsteller
- Pleschner von Eichstett, Eduard (1812–1864), österreichischer Kaufmann, Gründer der Handelsakademie Prag
- Pleschtschejew, Alexei Nikolajewitsch (1825–1893), russischer Dichter
- Pleše, David (* 1983), slowenischer Triathlet
- Pleše, Zlatko (* 1958), kroatischer Religionswissenschaftler
- Pleshakov, Constantine (* 1959), sowjetisch-amerikanischer Politikwissenschaftler und Autor
- Pleshette, Suzanne (1937–2008), US-amerikanische SchauspielerinSuzanne Pleshette (1937–2008)

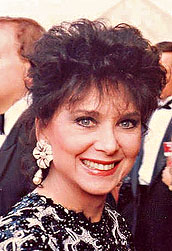
Suzanne Pleshette (1937–2008)

- Plesiutschnig, Lena (* 1993), österreichische Volleyball- und Beachvolleyballspielerin
- Pleske, Eduard Theodor (1852–1904), russischer Finanzpolitiker
- Pleske, Theodor (1858–1932), russischer Ornithologe und Zoologe
- Plesken, Meinhard (1696–1757), deutscher lutherischer Theologe, Konsistorialrat und Generalsuperintendent der Generaldiözese Lüneburg-Celle
- Pleško, Eugen (1948–2020), jugoslawischer Radrennfahrer
- Pleskot, Jiří (1922–1997), tschechischer Schauspieler
- Pleskow, Bernhard († 1412), deutscher Politiker und Lübecker Ratsherr
- Pleskow, Eric (1924–2019), österreichisch-amerikanischer Filmproduzent
- Pleskow, Godeke († 1451), Kaufmann und Ratsherr der Hansestadt Lübeck
- Pleskow, Jakob († 1381), Bürgermeister der Hansestadt Lübeck
- Pleskow, Johann († 1367), Kaufmann und Ratsherr in Lübeck
- Pleskow, Jordan († 1451), Kaufmann und Ratsherr der Hansestadt Lübeck
- Pleskow, Jordan († 1425), Bürgermeister der Hansestadt Lübeck
- Pleskow, Raoul (1930–2022), US-amerikanischer Komponist und Musikpädagoge
- Pleškys, Renius (* 1967), litauischer Politiker
- Plesl, Jaroslav (* 1974), tschechischer Schauspieler
- Plesman, Albert (1889–1953), niederländischer Luftfahrtpionier und zusammen mit Anthony Fokker Gründer der königlichen niederländischen Luftfahrtgesellschaft KLM
- Plesman, Suzanne (* 1971), niederländische Hockeyspielerin
- Plesmann, Georg Ferdinand (1767–1817), königlich preußischer Oberst und zuletzt Kommandeur des 27. Infanterie-Regiments
- Plesner, Josef (1911–1993), österreichischer Filmproduzent und Kameramann
- Plesner, Ulrik (1861–1933), dänischer Architekt
- Plēsnieks, Artūrs (* 1992), lettischer Gewichtheber
- Plesnivý, František (1845–1918), österreichisch-ungarischer Architekt
- Plesnoi, Anton (* 1996), georgischer Gewichtheber
- Pless, Agnes (1502–1547), Frankfurter Metzgerstochter und Mätresse
- Plešs, Artūrs Toms (* 1992), lettischer Politiker
- Pleß, Christian (1908–1933), deutscher Arbeiter, Opfer des Nationalsozialismus; Reichsbannermann
- Pless, Daisy von (1873–1943), Fürstin und High Society LadyDaisy von Pless (1873–1943)

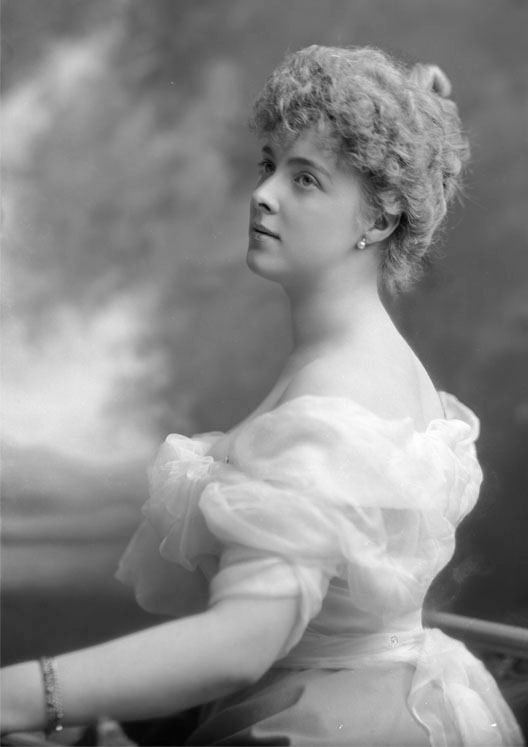
Daisy von Pless (1873–1943)

- Pless, Franz (1819–1905), böhmisch-österreichischer Chemiker und Philanthrop
- Pleß, Hans Heinrich X. von (1806–1855), preußischer Fürst
- Pleß, Hans Heinrich XI. von (1833–1907), preußischer Fürst, General und Politiker, MdR
- Pless, Hans Heinrich XV. Fürst von (1861–1938), deutscher Standesherr und Montanunternehmer
- Pleß, Helmut (1918–1999), deutscher Journalist
- Pleß, Henry (1885–1955), deutscher Schauspieler und Sänger bei Bühne und Film und Regisseur
- Pless, Joseph (1880–1969), banatschwäbischer römisch-katholischer Ordinarius von Timișoara
- Pless, Kristian (* 1981), dänischer Tennisspieler
- Pless, Philipp (1906–1973), deutscher Politiker (KPD, SPD), MdL, Gewerkschafter, Journalist und Widerstandskämpfer gegen den Nationalsozialismus
- Pless, Philipp (* 1991), deutscher Futsal- und Fußballtorwart
- Pless, Vera (1931–2020), US-amerikanische Mathematikerin
- Plessas, Angelo (* 1974), griechischer Konzept-, Video-, Internet- und Installationskünstler
- Plessas, Mimis (1924–2024), griechischer Pianist und Komponist
- Plesse, Berend von († 1555), Gutsherr und Auslöser der Reformationsbewegung in Mecklenburg
- Plesse, Elisabeth von († 1527), Äbtissin des Damenstifts Kaufungen
- Plesse, Erich (1908–1945), deutscher politischer Funktionär (NSDAP)
- Plesse, Karl (1906–1978), deutscher KPD/SED-Funktionär
- Plessen, Adolf von (1835–1909), deutscher Gutsbesitzer, Majoratsherr (Graf von Plessen) und Politiker, MdR
- Plessen, Bernhard Hartwig von (1709–1767), deutscher Verwaltungsjurist in dänischen Diensten
- Plessen, Christian Siegfried von (1646–1723), dänischer Hofmarschall, Geheimer Rat und Präsident der Rentenkammer
- Plessen, Christina (* 1987), deutsche Fußballspielerin
- Plessen, Daniel von (1606–1672), deutscher Verwaltungsbeamter und Landrat von Mecklenburg
- Plessen, Elisabeth (* 1944), deutsche Schriftstellerin und ÜbersetzerinElisabeth Plessen (* 1944)

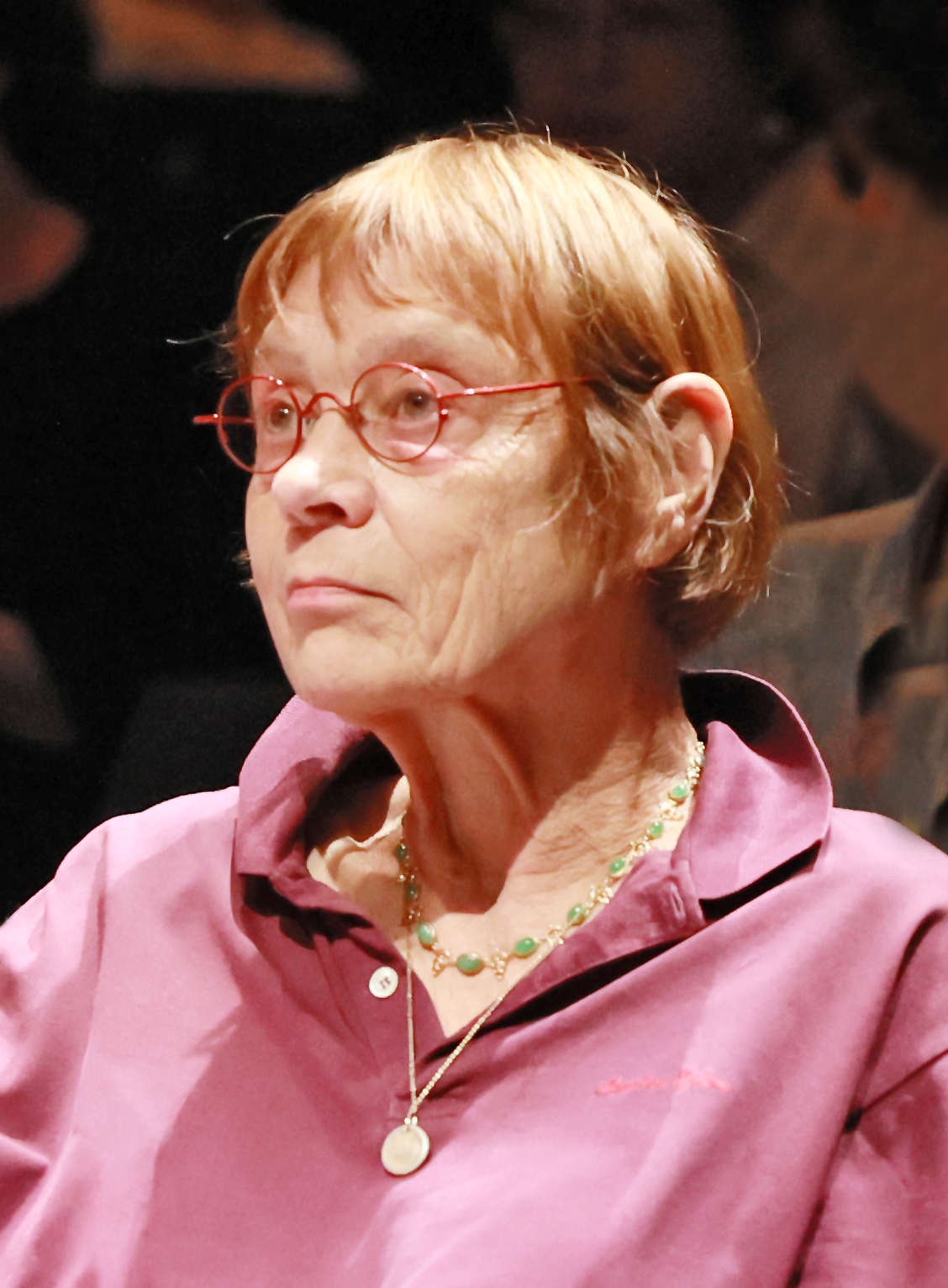
Elisabeth Plessen (* 1944)

- Plessen, Hans Adolf von (1790–1871), mecklenburgischer wirklicher Geheimer Rat und Oberkammerherr, Exzellenz
- Plessen, Hans Georg Gottfried von (1765–1837), Mitglied der Reichsstände im Königreich Westphalen, Landtagspräsident in Braunschweig
- Plessen, Hans von (1841–1929), preußischer Generaloberst im Rang eines Generalfeldmarschalls im Ersten Weltkrieg
- Plessen, Helmuth von (1612–1694), deutscher Oberst und Chef eines kaiserlichen Kürassier-Regiments
- Plessen, Helmuth von (1699–1761), königlich polnischer und kurfürstlich sächsischer Geheimrat und Staatsminister
- Plessen, Hennecke von (1894–1968), deutscher Rittmeister a.D, Großgrundbesitzer und Gauwirtschaftsberater
- Plessen, Hermann von (1803–1877), preußischer Generalleutnant
- Plessen, Hugo von (1818–1904), deutscher Verwaltungsbeamter
- Plessen, Jacques (1921–2007), niederländischer Romanist und Französist
- Plessen, Jakob Levin von (1701–1761), schwedischer Oberhofmarschall und Domherr zu Lübeck, Exzellenz
- Plessen, Karl Adolf von (1678–1758), dänischer Hofmarschall, Oberkämmerer und Geheimer Rat
- Plessen, Leopold von (1769–1837), deutscher Diplomat, Kammerherr und Präsident des Geheimen Rates und (Erster) Minister in Mecklenburg-Schwerin (1836–1837)
- Plessen, Leopold von (1894–1971), deutscher Diplomat
- Plessen, Louise von (1725–1799), Oberhofmeisterin in Kopenhagen
- Plessen, Magnus (* 1967), deutscher Künstler
- Plessen, Margaretha von (1894–1970), deutsche Malerin
- Plessen, Maria von († 1851), deutsche Dichterin und Schriftstellerin
- Plessen, Marie-Louise von (* 1950), deutsche Kulturhistorikerin und MuseologinMarie-Louise von Plessen (* 1950)

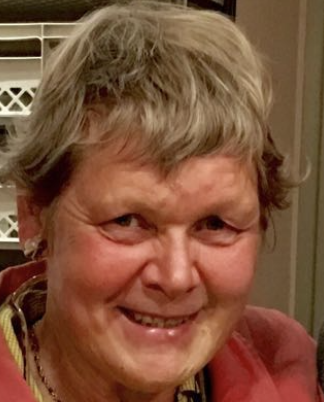
Marie-Louise von Plessen (* 1950)

- Plessen, Nikkie (* 1985), niederländische Schauspielerin und Moderatorin
- Plessen, Otto von (1816–1897), dänischer Diplomat
- Plessen, Victor von (1900–1980), deutscher Forschungsreisender in Südostasien
- Plessen, Volrad von (1560–1631), kurpfälzischer Geheimer Rat und Staatsminister
- Plessen, Wilhelm August von (1808–1887), württembergischer Staatsminister, Exzellenz
- Plessen, Wilhelm Friedrich Albrecht von (1778–1856), württembergischer Kammerherr, Landtagsabgeordneter
- Plessen-Cronstern, Ludwig von (1848–1929), deutscher Diplomat
- Plessers, Gérard (* 1959), belgischer Fußballspieler und -trainer
- Plesset, Milton (1908–1991), US-amerikanischer Physiker
- Plessi, Fabrizio (* 1940), italienischer Installations-, Medien- und Videokünstler
- Plessing, Carl (1861–1922), deutscher Staatssekretär
- Plessing, Carl Theodor (1856–1929), deutscher Journalist, Politiker und bayrischer Generalkonsul
- Plessing, Edmund (1856–1918), deutscher Rechtsanwalt
- Plessing, Eugen (1857–1921), deutscher Arzt
- Plessing, Friedrich Victor Leberecht (1749–1806), deutscher Philosoph, Religionswissenschaftler und Hochschullehrer
- Plessing, Heinrich Alphons (1830–1904), Lübecker Rechtsanwalt, Notar und Senator
- Plessing, Johann Christoph (1705–1773), Lübecker Ratsherr
- Plessing, Johann Friedrich (1720–1793), deutscher lutherischer Theologe und Geistlicher
- Plessing, Johann Philipp (1741–1810), deutscher Kaufmann und Bürgermeister von Lübeck
- Plessing, Wilhelm Philipp (1823–1879), Lübecker Rechtsanwalt, Notar und Politiker
- Plessis, Andries du (1910–1979), südafrikanischer Stabhochspringer
- Plessis, Charl du (* 1977), südafrikanischer Klassik- und JazzpianistCharl du Plessis (* 1977)

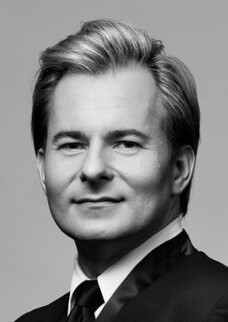
Charl du Plessis (* 1977)

- Plessis, Christian du (* 1944), südafrikanischer Opernsänger (Bariton)
- Plessis, Corné du (* 1978), südafrikanischer Sprinter
- Plessis, Damien (* 1988), französischer Fußballspieler
- Plessis, David Du (1905–1987), südafrikanischer Pfingstprediger
- Plessis, Edmund Du (* 2002), südafrikanischer Mittelstreckenläufer
- Plessis, Frédéric (1851–1942), französischer Schriftsteller und Altphilologe
- Plessis, Hugh de († 1292), englischer Adliger
- Plessis, Jan du (* 1954), südafrikanisch-britischer Manager
- Plessis, Jean-Luc du (* 1994), südafrikanischer Rugby-Spieler
- Plessis, Johannes Du (1868–1935), südafrikanischer Theologe und Missionar
- Plessis, John de, 7. Earl of Warwick († 1263), englischer Magnat
- Plessis, Juanita du (* 1972), namibische Sängerin
- Plessis, Julia Du (* 1996), südafrikanische Hochspringerin
- Plessis, Koos Du (1945–1984), südafrikanischer Singer-Songwriter und Poet
- Plessis, Louis François Armand de Vignerot du (1696–1788), Marschall von FrankreichLouis François Armand de Vignerot du Plessis (1696–1788)

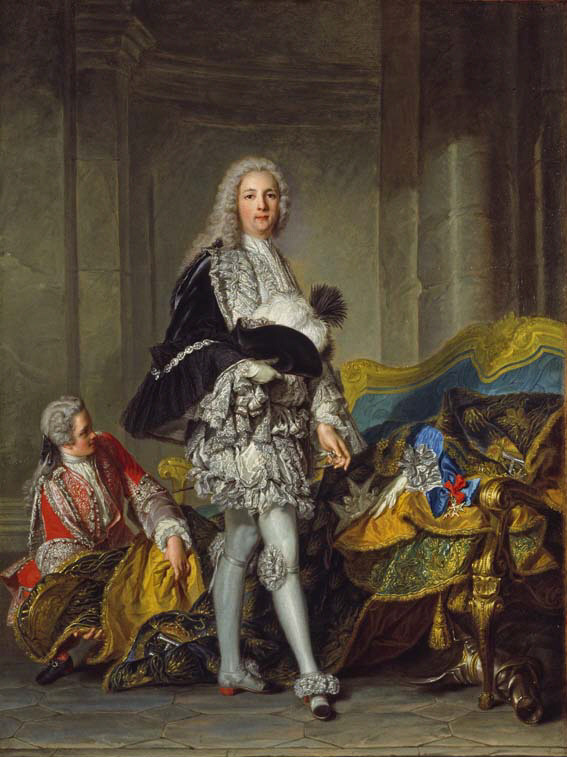
Louis François Armand de Vignerot du Plessis (1696–1788)

- Plessis, Morné du (* 1949), südafrikanischer Rugby-Union-Spieler
- Plessis, Stephanus du (1930–2001), südafrikanischer Diskuswerfer und Kugelstoßer
- Plessis, Wentzel Christoffel du (1904–1988), südafrikanischer Politiker und Administrator
- Plessis, Zayn du (* 1979), südafrikanischer Eishockeyspieler
- Plessis-Gouret, Isaak du (1637–1688), kurbrandenburgischer Obrist, Kommandant von Spandau und später von Magdeburg
- Plessix, Michel (1959–2017), französischer Comiczeichner
- Plessl, Astrid (* 1984), österreichische Gedächtnissportlerin, Frauenweltmeisterin (2001–2004)
- Pleßl, Ernst (1928–2007), österreichischer Lehrer und Landeshistoriker
- Plessl, Rudolf (* 1967), österreichischer Polizist und Politiker (SPÖ), Abgeordneter zum Nationalrat
- Pleßmann, Uli (* 1952), deutscher Schauspieler, Theaterregisseur und Sänger
- Pleßmann, Werner (1928–1972), deutscher Geologe und Hochschullehrer
- Plessner, Abraham (1900–1961), sowjetischer Mathematiker
- Plessner, Amotz (* 1962), US-amerikanischer Komponist
- Plessner, Clementine (1855–1943), österreichische Schauspielerin
- Plessner, Elsa (1875–1932), österreichische Schriftstellerin
- Pleßner, Ferdinand (1824–1895), deutscher Bauingenieur und Bauunternehmer
- Plessner, Helmuth (1892–1985), deutscher Philosoph und Soziologe sowie ein Hauptvertreter der Philosophischen AnthropologieHelmuth Plessner (1892–1985)

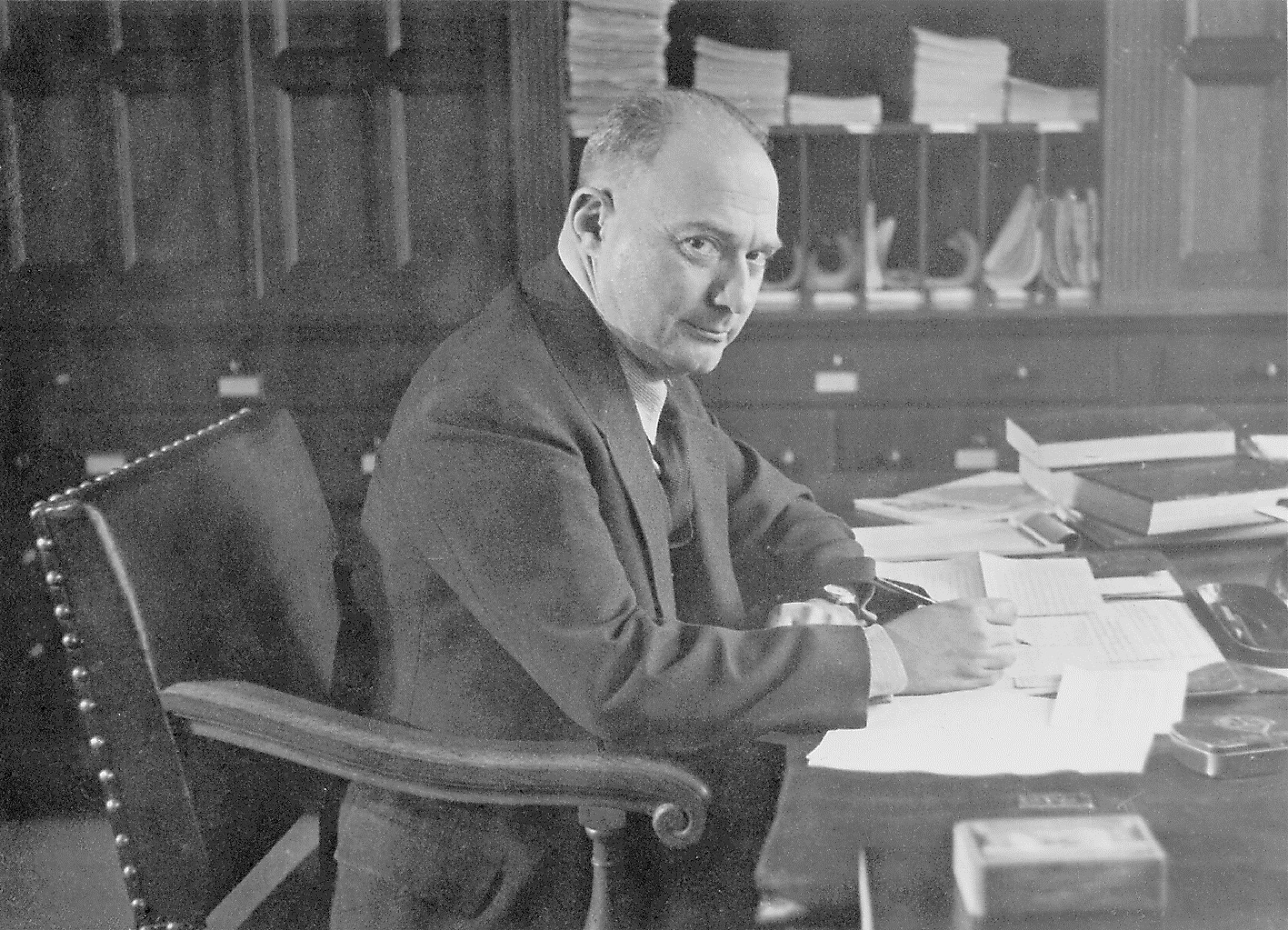
Helmuth Plessner (1892–1985)

- Plessner, Henning (* 1965), deutscher Psychologe und Sportwissenschaftler
- Pleßner, Jacob (1871–1936), Berliner Bildhauer
- Plessner, Martin (1900–1973), deutscher Orientalist
- Plessner, Monika (1913–2008), deutsche Kunsthistorikerin, Übersetzerin und Autorin
- Plessner, Sabine, deutsche Schauspielerin, Synchronsprecherin und Dialogbuchautorin
- Plessner, Salomon (1797–1883), deutscher Jude, Übersetzung und Maggid
- Plessow, Ellen (1891–1967), deutsche Schauspielerin
- Plessow, Eric (1899–1977), deutscher Komponist von Unterhaltungsmusik
- Pleßow, Klaus-Peter (* 1948), deutscher Schauspieler
- Plestan, Nicolas (* 1981), französischer Fußballspieler
- Plester, Dietrich (1922–2015), deutscher Arzt
- Plester, Tim (* 1970), britischer SchauspielerTim Plester (* 1970)

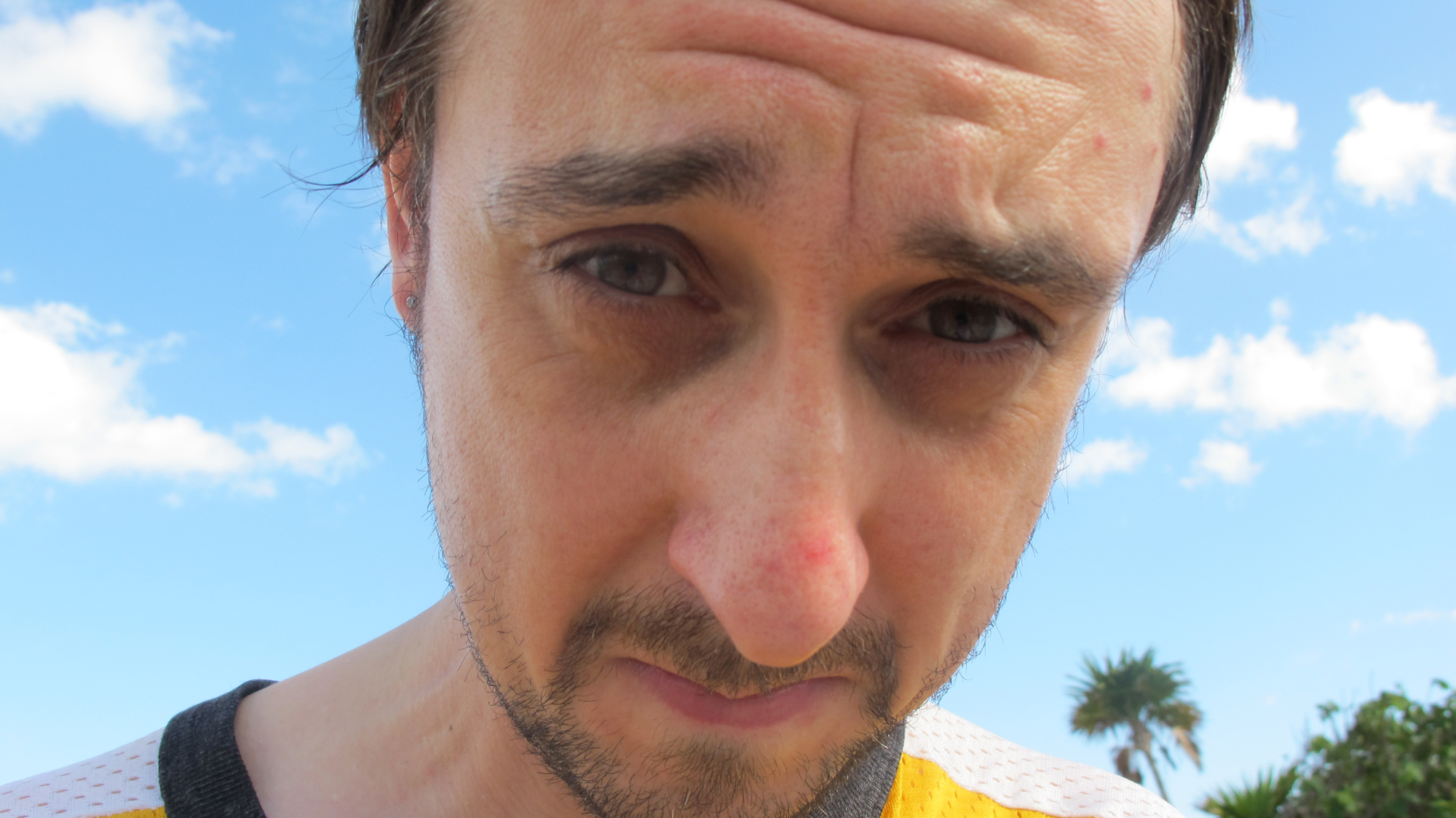
Tim Plester (* 1970)

- Pleșu, Andrei (* 1948), rumänischer Philosoph, Kunsthistoriker und Politiker
- Plesuv, Pavel (* 1988), moldauischer Pokerspieler
- Pleszczyńska, Elżbieta (* 1933), polnische Statistikerin und Behindertenrechtsaktivistin

### Plet
- Plet, Glynor (* 1987), niederländischer Fußballspieler
- Plėta, Dainius (* 1971), litauischer Basketballspieler und -trainer
- Pleta, Dominykas (* 2004), deutsch-litauischer Basketballspieler
- Pletcher, Stew (1907–1978), US-amerikanischer Jazzmusiker (Trompete, Gesang) und Bandleader
- Pletcher, Tom (1936–2019), US-amerikanischer Jazzmusiker (Kornett)
- Pletea, Cristian (* 2000), rumänischer Tischtennisspieler
- Pleterski, Friederun (* 1948), österreichische Journalistin und Schriftstellerin
- Pleteršnik, Maks (1840–1923), slowenischer klassischer Philologe, Slawist und Lexikograf
- Pleticha, Heinrich (1924–2010), deutscher Schriftsteller und Lehrer
- Pletikosa, Stipe (* 1979), kroatischer Fußballtorhüter
- Pletikosić, Matea (* 1998), kroatisch-montenegrinische Handballspielerin
- Pletikosić, Stevan (* 1972), serbischer Sportschütze
- Pletinckx, Ewoud (* 2000), belgischer Fußballspieler
- Pletincx, Joseph (1888–1971), belgischer Wasserballer und Schwimmer
- Pletka, Václav (* 1979), tschechischer Eishockeyspieler
- Pletnjow, Kirill Wladimirowitsch (* 1979), russischer Schauspieler
- Pletnjow, Michail Wassiljewitsch (* 1957), russischer Pianist, Dirigent und KomponistMichail Wassiljewitsch Pletnjow (* 1957)

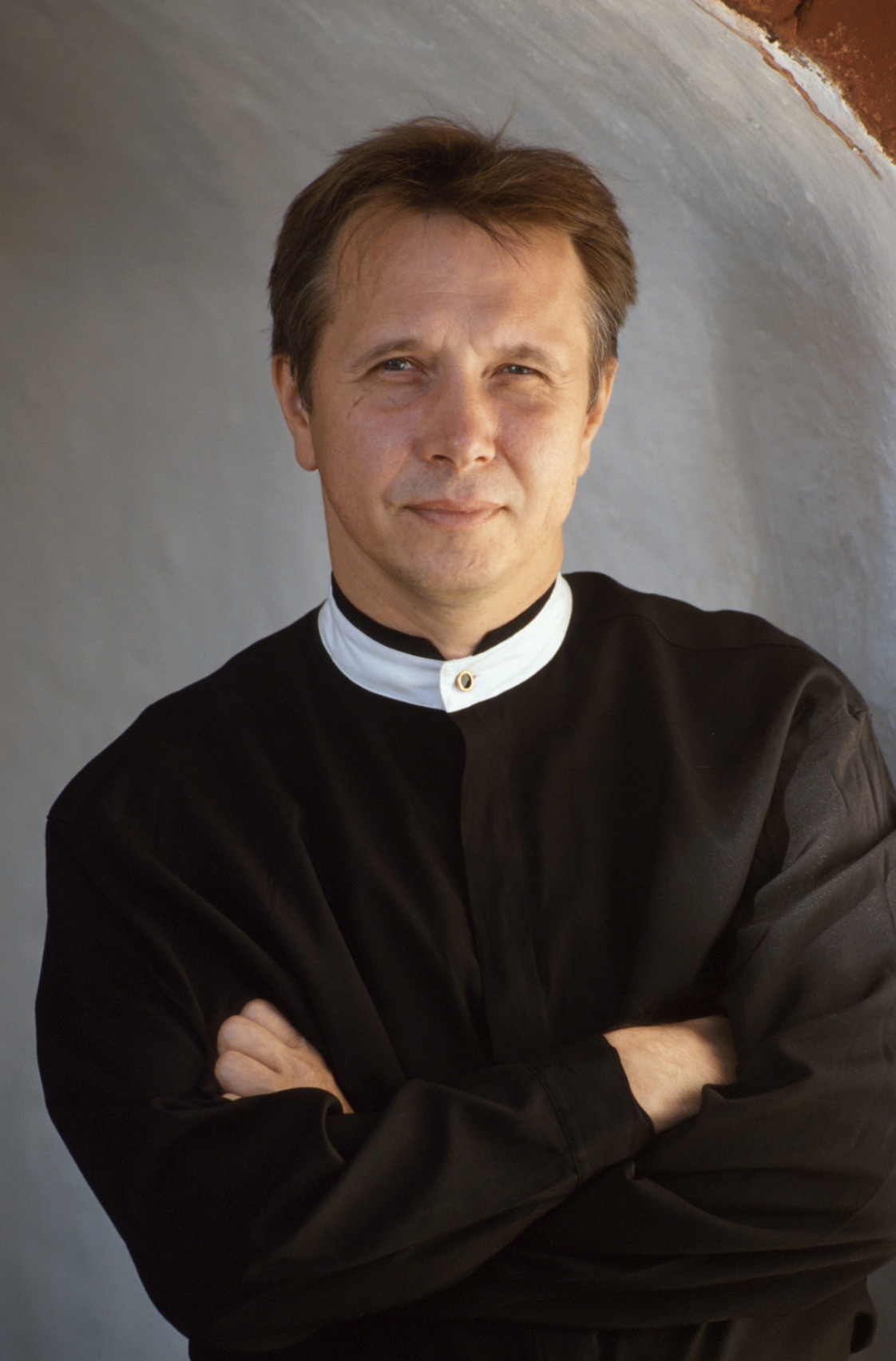
Michail Wassiljewitsch Pletnjow (* 1957)

- Pletnjowa, Ljudmila Michailowna (* 1936), sowjetisch-russische Prähistorikerin und Hochschullehrerin
- Pletnjowa, Swetlana Alexandrowna (1926–2008), sowjetische Historikerin, Archäologin und Hochschullehrerin
- Pletsch, Holger J. (* 1982), deutscher Physiker
- Pletsch, Marcelo (* 1976), deutsch-brasilianischer Fußballspieler
- Pletsch, Michael W. (* 1944), deutscher Jurist
- Pletsch, Oscar (1830–1888), deutscher Maler und Illustrator
- Pletsch, Salman, jüdischer Wundarzt
- Pletscher, Elisabeth (1908–2003), Schweizer medizinische Laborantin und Frauenrechtlerin
- Pletscher, Elsa (1908–1998), Schweizer Plastikerin, Malerin und Zeichnerin
- Pletscher, Heinrich (1878–1952), Schweizer Jurist und Politiker
- Pletscher, Marianne (* 1946), schweizerische Dokumentarfilmerin, Drehbuchautorin und Dozentin für Dokumentarfilm
- Pletscher, Ulrich (* 1974), finnisch-schweizerischer Saxophon-, Klarinette- und Dudukspieler
- Pletser, George (1871–1942), niederländischer Porträt-, Stillleben- und Landschaftsmaler
- Plett, Christoph (* 1966), deutscher Rechtsanwalt und Politiker (CDU), MdL
- Plett, Danny (* 1963), kanadischer Sänger, Musiker, Songwriter und MusikproduzentDanny Plett (* 1963)

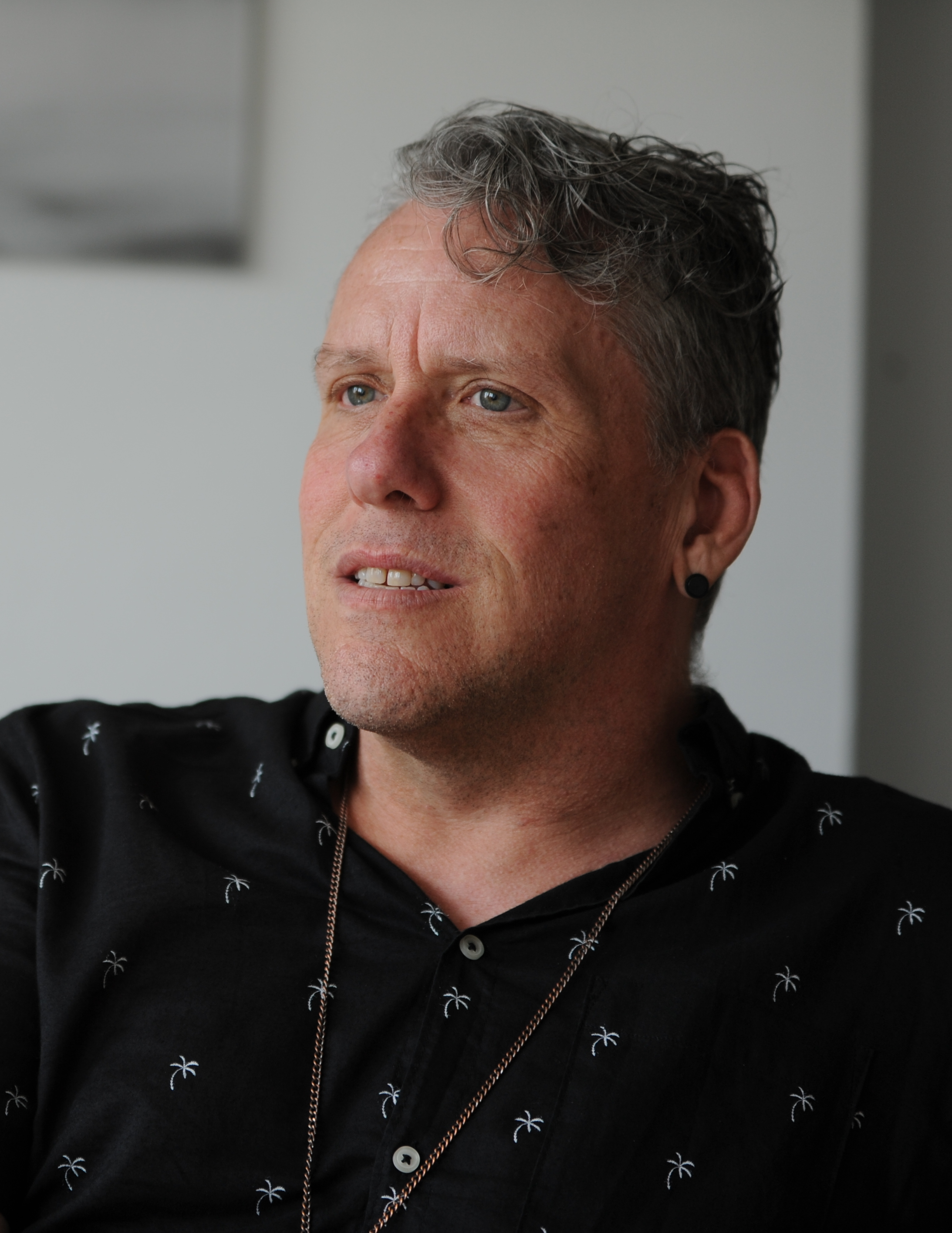
Danny Plett (* 1963)

- Plett, Heinrich (1908–1963), deutscher Manager, Vorsitzender der Neuen Heimat
- Plett, Heinrich F. (* 1939), deutscher Anglist, Sprachwissenschaftler und Hochschullehrer
- Plett, Konstanze (* 1947), deutsche Juristin
- Plett, Peter (1766–1823), deutscher Lehrer und Entdecker der Pockenimpfung
- Plett, Willi (* 1955), kanadischer Eishockeyspieler
- Plettau, Maximilian (* 1973), deutscher Kameramann, Filmeditor, Drehbuchautor, Filmproduzent und Filmregisseur
- Plettenberg zu Marhülsen, Johann Mauritz von (1686–1740), Subdiakon und Domherr in verschiedenen Bistümern
- Plettenberg, August Joseph von (1767–1805), kaiserlicher Kammerherr und Amtsdroste zu Werl, Neheim und Östinghausen
- Plettenberg, Bernhard von (1657–1708), Domherr in Münster und Domkantor in Paderborn
- Plettenberg, Bernhard von (1903–1987), deutscher Bildhauer
- Plettenberg, Bernhardina Sophia von (1750–1823), Äbtissin im Stift Geseke
- Plettenberg, Christian Dietrich von (1647–1694), Domscholaster und Domherr in Hildesheim
- Plettenberg, Christian von (1612–1687), Domherr, Domkantor, Domscholaster in Münster sowie Assessor der Landespfennigkammer
- Plettenberg, Christoph Friedrich Steffen von (1698–1777), preußischer General
- Plettenberg, Clemens August von (1724–1778), Domherr in Mainz, Paderborn und Münster
- Plettenberg, Dietrich von (1560–1643), Dompropst in Paderborn und Domherr in Münster
- Plettenberg, Dietrich von (1609–1669), Domherr in Münster
- Plettenberg, Ferdinand Joseph von (1729–1777), Domherr in Hildesheim, Paderborn und Münster sowie Landdrost

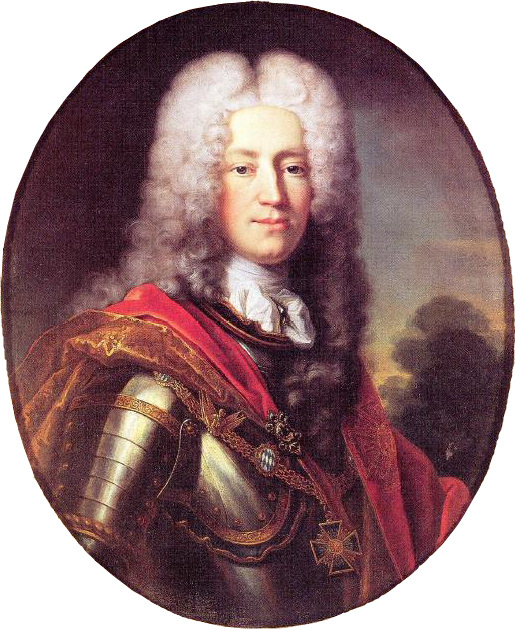
Ferdinand von Plettenberg (1690–1737)

- Plettenberg, Ferdinand von (1650–1712), Dompropst in Münster
- Plettenberg, Ferdinand von (1690–1737), kurkölnischer Premierminister, Obristkämmerer und Erbmarschall; ReichsgrafFerdinand von Plettenberg (1690–1737)
- Plettenberg, Ferdinand von (* 1957), deutscher Opernsänger (Tenor)
- Plettenberg, Franz Anton von (1735–1766), Domherr in Münster und Hildesheim
- Plettenberg, Franz Joseph von (1714–1779), kaiserlicher Kämmerer sowie Reichserbmarschall und Kurkölnischer Erbkämmerer
- Plettenberg, Friedrich Bernhard Wilhelm von (1695–1730), Domherr in Paderborn und Münster

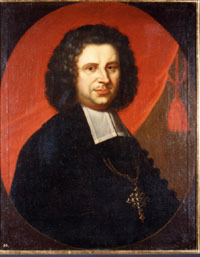
Friedrich Christian von Plettenberg (1644–1706)

- Plettenberg, Friedrich Christian Heinrich von (1682–1752), Dompropst in Münster (1732–1752)
- Plettenberg, Friedrich Christian von (1644–1706), Fürstbischof von MünsterFriedrich Christian von Plettenberg (1644–1706)
- Plettenberg, Friedrich Christian von (1882–1972), deutscher Weingutbesitzer und Weinbauverbandspolitiker
- Plettenberg, Friedrich Ludwig von (1745–1796), Domherr in Paderborn
- Plettenberg, Friedrich Mauritz von (1648–1714), Domherr in Hildesheim und Münster
- Plettenberg, Gerhard von († 1540), Domherr in Münster
- Plettenberg, Gertrud von († 1608), Mätresse Ernst von Bayerns
- Plettenberg, Heinrich von, Domherr in Münster
- Plettenberg, Heinrich von († 1553), Domherr in Paderborn und Domscholaster in Münster
- Plettenberg, Inge (* 1946), deutsche Historikerin, Publizistin und Fernsehredakteurin
- Plettenberg, Joachim van (1739–1793), niederländischer Gouverneur der Kapkolonie
- Plettenberg, Jobst Henrich von (1866–1921), preußischer Landrat
- Plettenberg, Johann Adolph von (1655–1696), kurkölnischer Kämmerer und Geheimrat
- Plettenberg, Joseph Clemens von (1721–1786), Erbkämmerer und Landdrost
- Plettenberg, Karl von (1852–1938), preußischer General der Infanterie
- Plettenberg, Karl Wilhelm Georg von (1765–1850), Erbmarschall der Grafschaft Mark, Großkomtur des Deutschen Ordens, Großmeister des Freimaurerordens
- Plettenberg, Kurt von (1891–1945), deutscher Forstmann, Offizier und WiderstandskämpferKurt von Plettenberg (1891–1945)

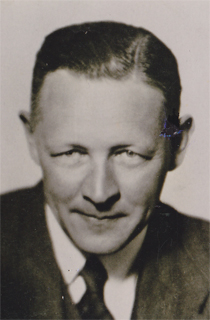
Kurt von Plettenberg (1891–1945)

- Plettenberg, Livia von (* 1988), österreichische Kickboxerin, Mixed-Martial-Arts-Kämpferin, CrossFit-Athletin und -Trainerin, American-Football-Spielerin und Psychologin
- Plettenberg, Ulrich von (* 1964), deutscher katholischer Priester, Generalvikar im Bistum Trier
- Plettenberg, Werner Anton von (1688–1711), Domherr in Münster und designierter Erbfolger
- Plettenberg, Wilhelm von († 1711), Landkomtur des Deutschen Ordens
- Plettenberg, Wolter von († 1535), livländischer Ordensmeister des Deutschen Ordens
- Plettenberg-Heeren, Friedrich von (1863–1924), deutscher Rittergutsbesitzer und preußischer Rittmeister
- Plettenberg-Lenhausen, Ida von († 1671), Äbtissin des Stifts Fröndenberg
- Plettenberg-Oevinghausen, Hunold von (1858–1925), preußischer Generalmajor
- Pletter, Roman (* 1980), deutscher Journalist
- Plettner, Bernhard (1914–1997), deutscher Ingenieur, Manager und Unternehmer
- Plettner, Hans (1887–1961), deutscher Politiker (SPD, USPD, KPD), MdR
- Plettner, Helmut (* 1929), deutscher Diplomat, Botschafter der DDR
- Plettner, Leo (1940–2022), deutscher Dirigent
- Pletts, Muriel (* 1931), britische Sprinterin
- Pletz, August Wilhelm von (1741–1810), preußischer Generalmajor, Chef des Husarenregiment Nr. 3
- Pletz, Christian (* 1976), deutscher Sportjournalist und Schriftsteller
- Pletz, Joseph (1788–1840), österreichischer katholischer Geistlicher und Theologe
- Pletz, Laura (* 2005), österreichische Nordische Kombiniererin
- Pletzeneder, Georg (1836–1883), deutscher Politiker (Patriotenpartei)
- Pletzer, Romy (* 1982), österreichischer Snowboarderin
- Pletzinger, Thomas (* 1975), deutscher Schriftsteller und Übersetzer

### Pleu
- Pleuer, Hermann (1863–1911), deutscher Maler des ImpressionismusHermann Pleuer (1863–1911)

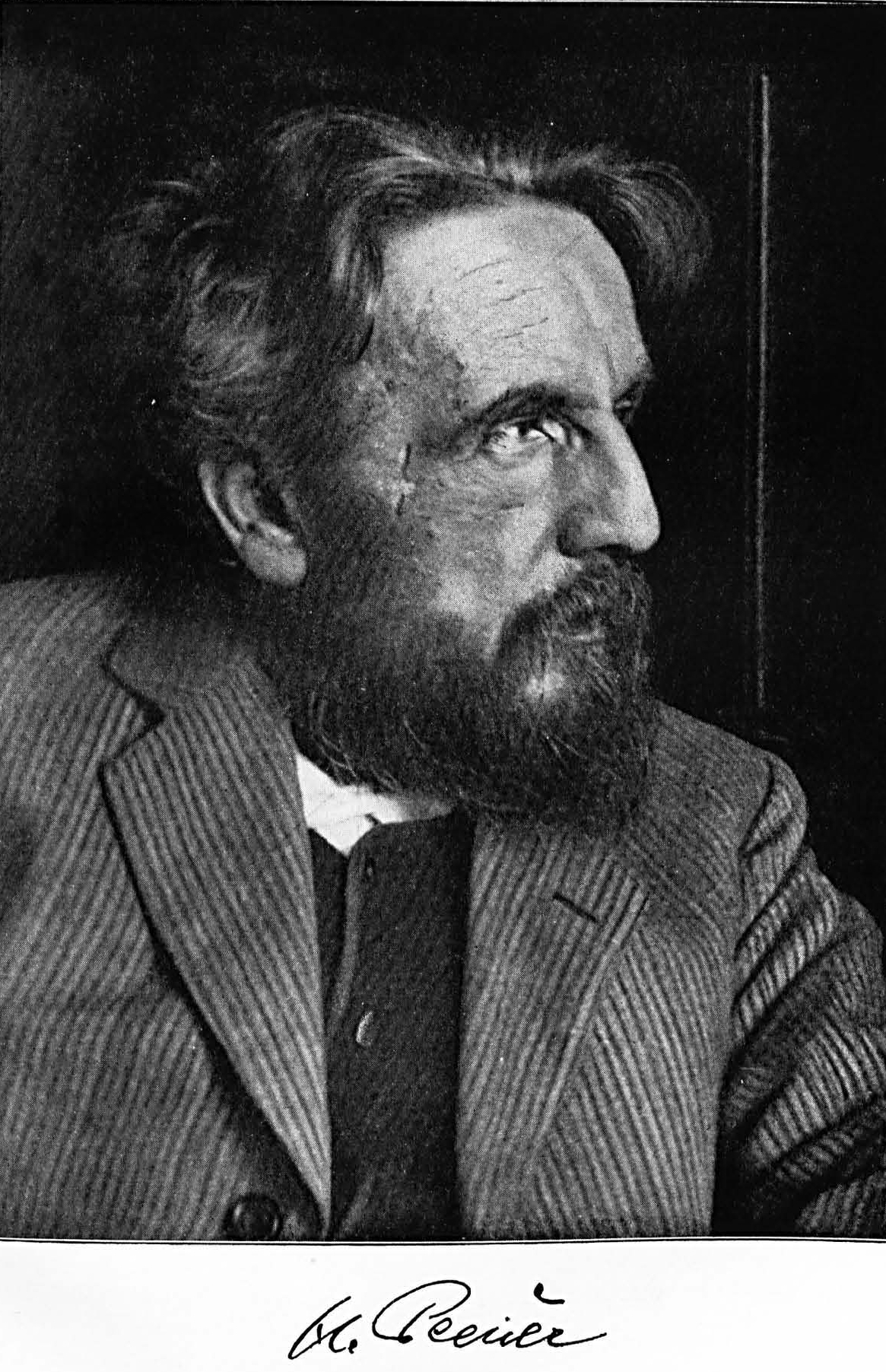
Hermann Pleuer (1863–1911)

- Pleuger, Axel (* 1978), deutscher Basketballspieler
- Pleuger, Friedrich W. (1899–1972), deutscher Ingenieur und Unternehmer
- Pleuger, Gunter (* 1941), deutscher Diplomat
- Pleuger, Ute (* 1956), deutsche Malerin und Grafikerin
- Pleuler, Markus (* 1970), deutscher Fußballspieler und Fußballtrainer
- Pleus, Peter (* 1954), deutscher Manager
- Pleus, Scott L., US-amerikanischer Offizier, Generalleutnant der US Air Force
- Pleuse, Lothar (* 1936), deutscher Tischtennisspieler
- Pleuser, Jürgen (* 1954), deutscher Architekt

### Plev
- Pleva, Anton (* 1982), deutscher Schauspieler
- Pleva, Harry (1929–2017), deutscher Pianist, Komponist und Dirigent
- Pleva, Jörg (1942–2013), deutscher Schauspieler, Synchronsprecher und TheaterregisseurJörg Pleva (1942–2013)

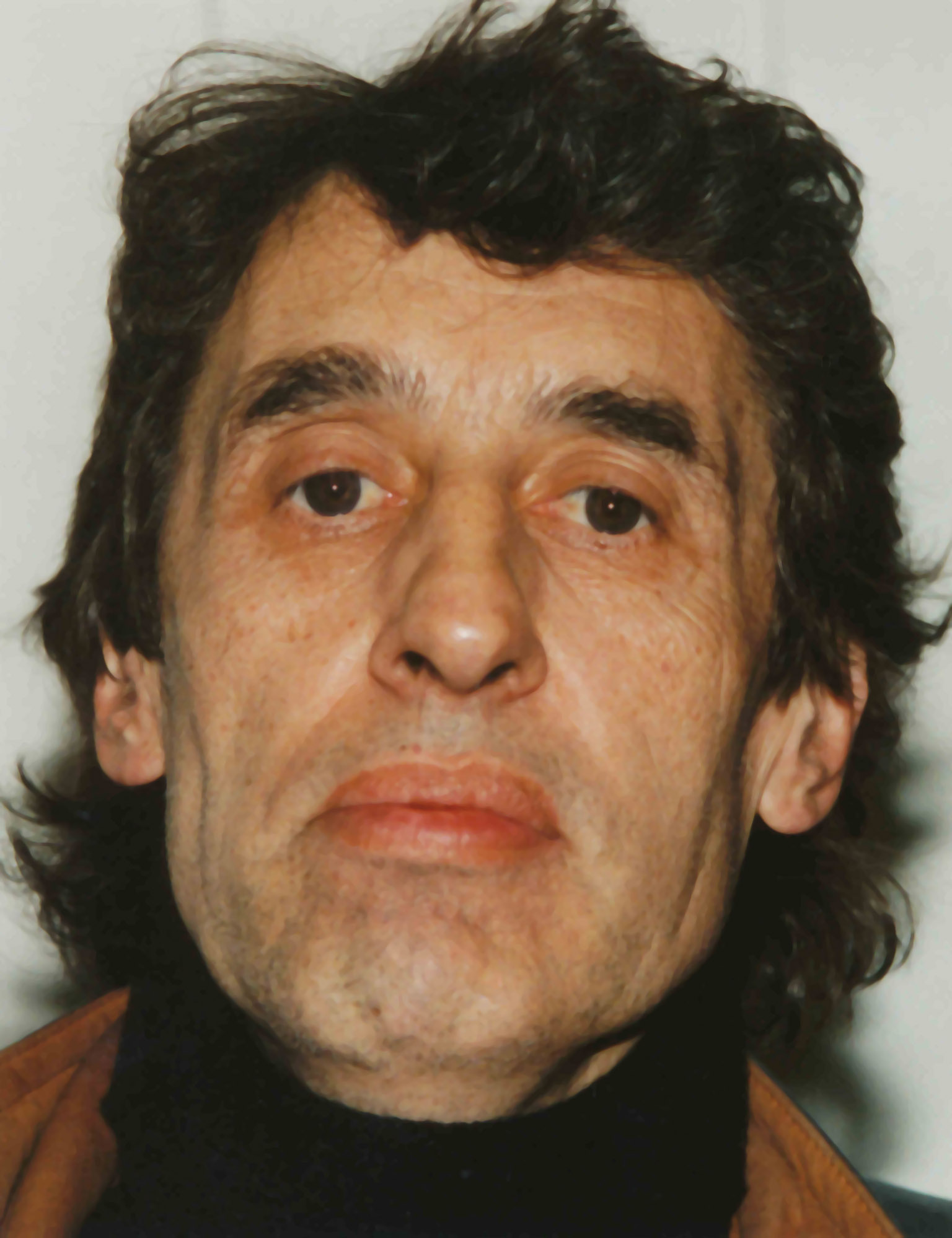
Jörg Pleva (1942–2013)

- Pleva, Lubomír (1929–1998), tschechischer Mundharmonikaspieler
- Plevan, Erwin (1925–2005), österreichischer Architekt
- Pleven, René (1901–1993), französischer Politiker
- Plevier, Fred (1931–1965), niederländischer Komiker und Gitarrist
- Pléville Le Pelley, Georges-René (1726–1805), französischer Vizeadmiral und Politiker
- Plevris, Athanasios (* 1977), griechischer Politiker, MdEP

### Plew
- Plew, Frieda (1887–1974), deutsche Pädagogin und Malerin
- Plewa, Jerzy Bogdan (* 1954), polnischer EU-Beamter, Leiter der Generaldirektion Landwirtschaft und ländliche Entwicklung der Europäischen Kommission
- Plewa, Martin (* 1950), deutscher Pferdesportler
- Plewe, Hans (1875–1961), deutscher Gewerkschafter und Abgeordneter
- Plewe, Igor Rudolfowitsch (* 1958), sowjetischer bzw. russischer Historiker
- Plewig, Gerd (* 1939), deutscher Dermatologe und Hochschullehrer
- Plewinski, Catherine (* 1968), französische Schwimmerin
- Plewizkaja, Nadeschda Wassiljewna (1884–1940), russische Volksliedsängerin und Mezzosopranistin
- Plewka, Jan (* 1970), deutscher Sänger der Hamburger Rockband SeligJan Plewka (* 1970)

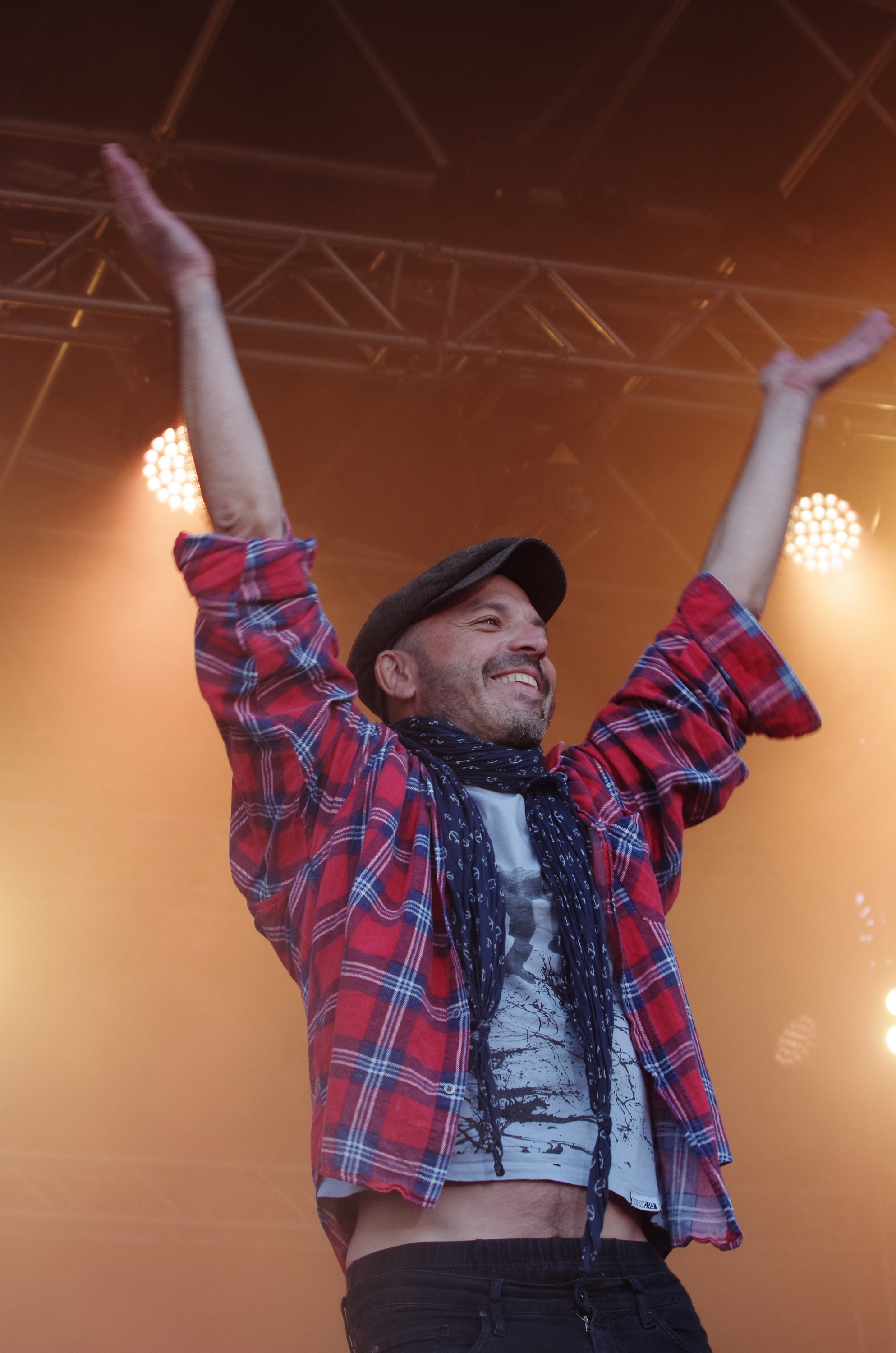
Jan Plewka (* 1970)

- Plewka-Schmidt, Urszula (1939–2008), polnische Künstlerin und Pädagogin
- Plewman, Eliane (1917–1944), französische Widerstandskämpferin
- Plewneliew, Rossen (* 1964), bulgarischer Politiker und Unternehmer

### Pley
- Pley, Guillaume (* 1985), französischer Entertainer und Hörfunkmoderator
- Pley, Jakob (1886–1974), deutscher Klassischer Philologe, Religionswissenschaftler und Gymnasiallehrer
- Pleydell-Bouverie, Edward (1818–1889), britischer Politiker (Liberal Party), Mitglied des House of Commons
- Pleydenwurff, Hans († 1472), deutscher Maler
- Pleydenwurff, Wilhelm (1460–1494), deutscher Maler und Holzbildhauer
- Pleye, Thomas (* 1960), deutscher Politiker, Staatssekretär in Sachsen-Anhalt
- Pleyel, Camille (1788–1855), französischer Pianist, Klavierbauer, Musikverleger und Inhaber des größten Pariser Konzertsaals
- Pleyel, Ignaz (1757–1831), österreichisch-französischer Komponist und KlavierfabrikantIgnaz Pleyel (1757–1831)

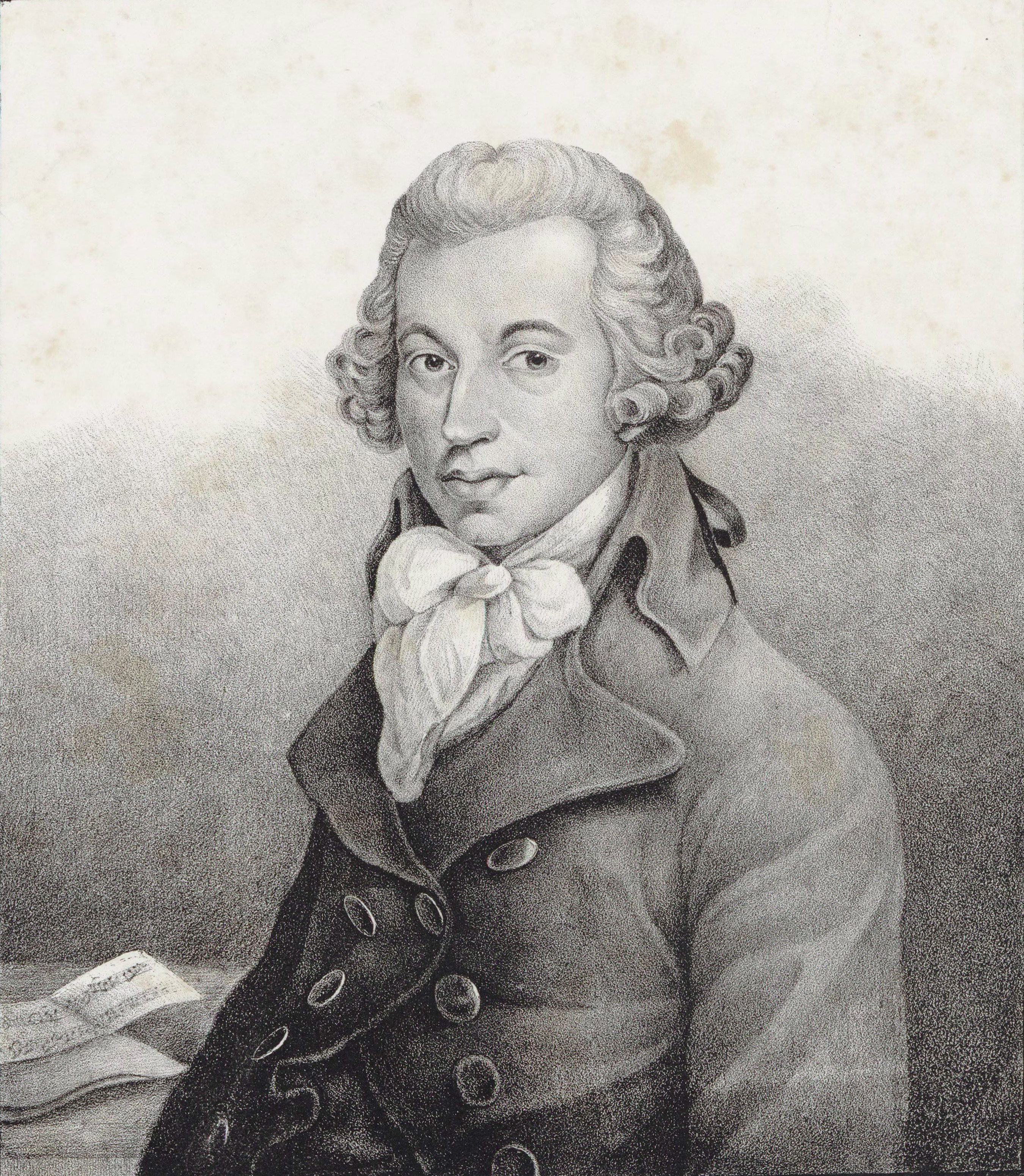
Ignaz Pleyel (1757–1831)

- Pleyer, Barbara Rotraut (1929–2000), deutsche politische Aktivistin
- Pleyer, Frank (1929–2006), deutscher Jazz- und Unterhaltungsmusiker (Orchesterleitung, Arrangements, Komposition)
- Pleyer, Hilde (1923–2003), österreichische Politikerin (SPÖ), Abgeordnete zum Burgenländischen Landtag, Mitglied des Bundesrates
- Pleyer, Klemens (1921–2000), deutscher Rechtswissenschaftler
- Pleyer, Kleo (1898–1942), sudetendeutscher Historiker und nationalsozialistischer Politiker
- Pleyer, Lisa (* 1978), österreichische Mountainbikefahrerin
- Pleyer, Marcus (* 1969), deutscher Jurist
- Pleyer, Wilhelm (1901–1974), deutscher Autor
- Pleyer, Wolfgang (* 1948), deutscher Fußballspieler
- Pleyl, Josef (1902–1989), österreichischer Politiker (SPÖ), Landtagsabgeordneter, Mitglied des Bundesrates
- Pleysier, Leo (* 1945), flämischer Schriftsteller
- Pleyte, Thomas Bastiaan (1864–1926), niederländischer Jurist und Politiker, Kolonialminister, Gesandter in Brasilien und Spanien

### Plez
- Plezere, Benita (* 1937), lettische Zeichnerin